# Soupeření Federera a Nadala
Soupeření Federera a Nadala představuje sérii vzájemných zápasů mezi dvěma profesionálními tenisty – Rogerem Federerem ze Švýcarska a Rafaelem Nadalem ze Španělska. Příběh jejich utkávání je řadou odborníků považován za jeden z nejsilnějších v celé historii tenisu. Oba se na okruhu střetli ve 40 duelech, naposledy v semifinále Wimbledonu 2019 vyhrál Federer. Nadal udržel aktivní bilanci 24–16, což představuje úspěšnost 60 %. Federer ukončil profesionální kariéru v září 2022.
Dvojice figurovala na první a druhé příčce žebříčku ATP nepřetržitě od července 2005 až do 17. srpna 2009, kdy mallorského rodáka na druhé pozici vystřídal Skot Andy Murray. Švýcar a Španěl představují jedinou dvojici v historii mužského tenisu, která zakončila šest sezón v řadě na prvních dvou místech světové klasifikace (2005–2010).
Nadal vyhrál 14 z 16 duelů na antuce. Naopak Federer zvítězil v 11 ze 20 utkání na tvrdém povrchu a ve 3 ze 4 klání na trávě. Vzhledem ke skutečnosti, že nasazování na turnajích vychází z žebříčkového postavení, oba hráči se dvacetčtyřikrát utkali až ve finále, z toho devětkrát v boji o grandslamový titul a dvanáctkrát v sérii Masters. Dalších deset střetnutí představují semifinále. V 33 z 40 odehraných zápasů se stal vítězem hráč, který vyhrál úvodní set.
V letech 2006 až 2008 proti sobě nastoupili v každém finále French Open a Wimbledonu. Potkali se také v závěrečných zápasech Australian Open 2009 i 2017, stejně jako na French Open 2011. Nadal získal ve svůj prospěch šest výher, když ztratil pouze první dvě wimbledonská finále a jedno melbournské. Čtyři z devíti grandslamových klání o titul měla pětisetový průběh, konkrétně ve Wimbledonu 2007, 2008 a na Australian Open 2009 i 2017. Wimbledonské finále z roku 2008 bývá řadou tenisových analytiků označováno za nejlepší zápas historie tenisu.

## Historie

### 2004: Miami
Federer a Nadal sehráli první vzájemný zápas v březnu 2004 ve třetím kole Miami Masters, kde sedmnáctiletý Španěl figurující na 34. příčce překvapivě zvítězil ve dvou sadách, i když švýcarskou světovou jedničku trápilo zranění nohy.

### 2005: Miami, French Open
Podruhé se potkali opět na březnovém Miami Masters, ovšem až v pětisetové finálové bitvě 2–6, 6–7, 7–6, 6–3 a 6–1 ve prospěch Federera, jenž soupeři oplatil předchozí porážku. Zápas dokázal otočit ze stavu 0:2 na sety. O dva měsíce později na sebe narazili v semifinále French Open, což znamenalo premiérové klání na antuce. Nadal vyhrál po čtyřsetovém průběhu první vzájemné utkání na Grand Slamu.

### 2006: Dubaj, Monte-Carlo, Řím, French Open, Wimbledon, Turnaj mistrů
V sezóně proti sobě nastoupili k šesti střetnutím.

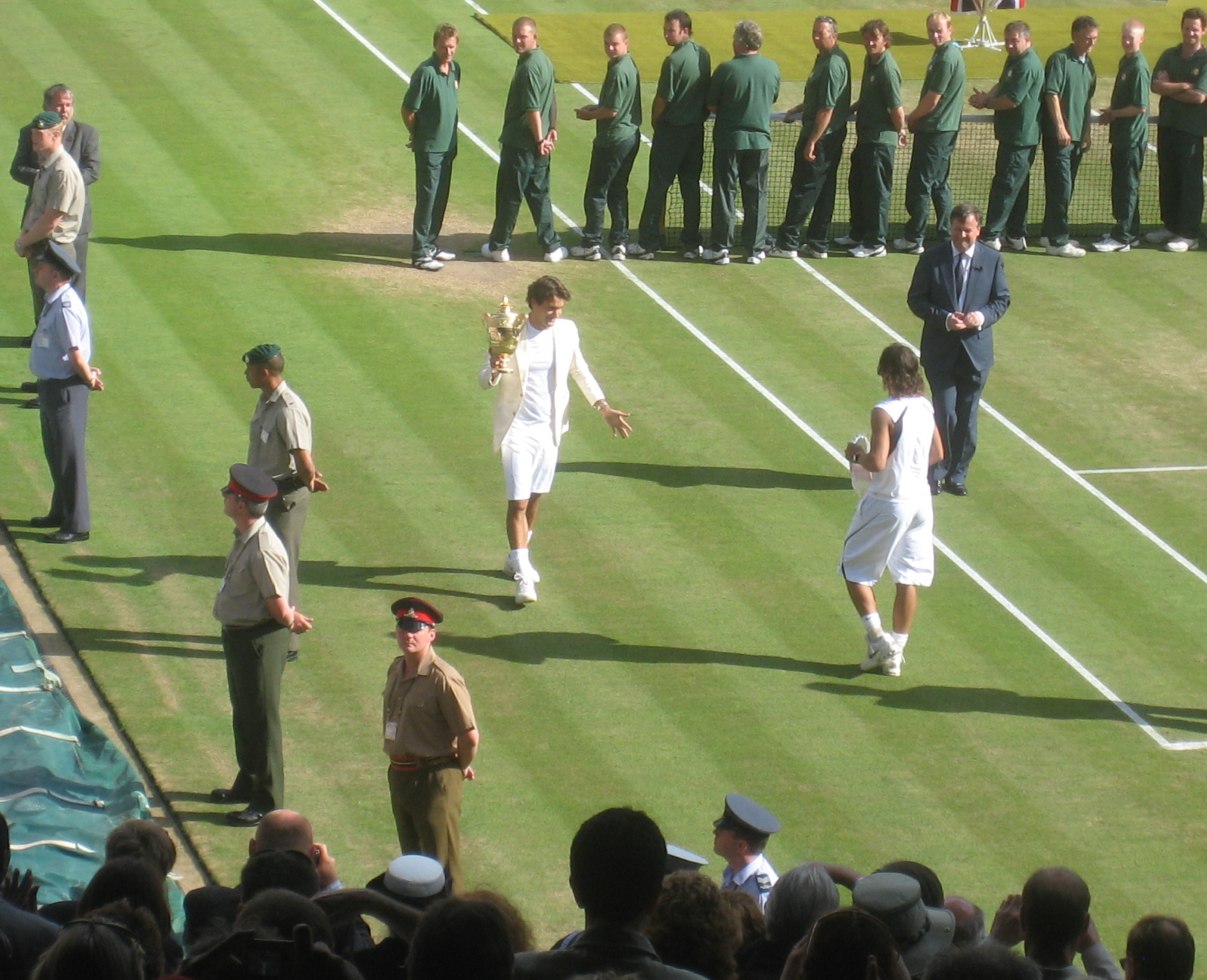
Federer (vlevo) s pohárem pro vítěze Wimbledonu 2006 a s Nadalem (vpravo) po slavnostním ceremoniálu

Španěl si připsal první čtyři ve svůj prospěch, když sérii výher zahájil ve finále únorového Dubai Tennis Championships. Jednalo se o premiérovou prohru švýcarského hráče v roce a také ukončení jeho šňůry 56zápasové neporazitelnosti na tvrdém povrchu, která znamenala rekord v otevřené éře tenisu.
Dominanci na antuce Nadal stvrdil vítězstvími ve finále evropských turnajů Monte Carlo Masters, Rome Masters a French Open, jež se stalo premiérovým duelem dvojice v grandslamovém finále. Přestože basilejský rodák získal na pařížské antuce úvodní sadu, další tři dějství připadly soupeři, který podruhé v řadě ukončil Federerovu pouť na Roland Garros.
Následující měsíc na sebe narazili v boji o wimbledonský titul. Jednalo se o jejich první zápas na trávě. Švýcar potřeboval čtyři sety na dobytí čtvrté trofeje v řadě.
V polovině listopadu pak Federer přidal vzájemnou výhru v semifinále šanghajského Turnaje mistrů, když bez ztráty sady prošel do finále, aby si připsal třetí turnajovou trofej. V závěru sezóny držel mallorský rodák aktivní bilanci zápasů 6–3.

### 2007: Monte-Carlo, Hamburk, French Open, Wimbledon, Turnaj mistrů
V sezóně se proti sobě dvojice postavila pětkrát, z toho ve třech případech odešel švýcarský tenista jako vítěz.
Druhý rok za sebou se potkali ve třech antukových finále. Druhý nasazený Nadal nejdříve neztratil žádný set na dubnovém Monte Carlo Masters, kde si došel pro třetí z pozdějších osmi monackých titulů v řadě. Po třech týdnech si zahráli finále Hamburg Masters, kde Federer dosáhl na první antukové vítězství, když navíc ukončil Španělovu 81zápasovou sérii neporazitelnosti na tomto povrchu. Třetí sezónu v řadě odehráli také duel na French Open, kde Nadal po čtyřsetovém průběhu získal třetí Pohár mušketýrů v řadě.
Zbylé dvě střetnutí opět kopírovaly rok 2006. V pětisetové bitvě o titul na wimbledonském pažitu a poté v šanghajském semifinále Turnaje mistrů, slavil úspěch Federer.

### 2008: Monte-Carlo, Hamburk, French Open, Wimbledon
V sezóně pár odehrál čtyři duely, z nichž vždy odešel vítězně Nadal. Navýšil tak příznivý poměr výher a proher na 12–6.

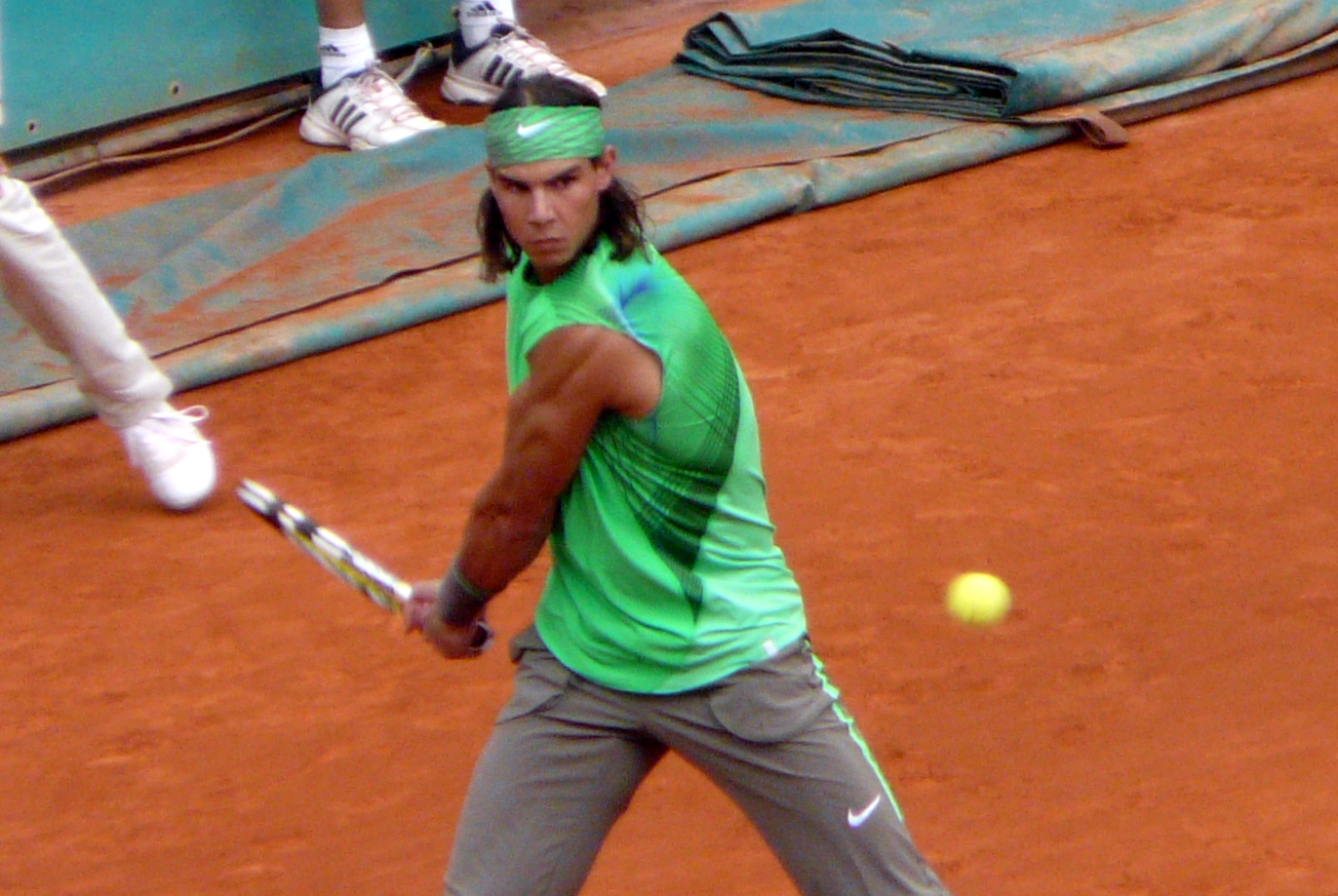
Na French Open 2008 vyhrál Nadal čtvrtý titul

Třetí rok za sebou se oba utkali ve třech finále na antuce. Potřetí v řadě si španělský tenista poradil se soupeřem na dubnovém Monte Carlo Masters a vybojoval čtvrtý monacký titul bez přerušení, nejvíce v otevřené éře turnaje. Na květnovém Hamburg Masters vrátil Švýcarovi prohru z předešlého roku a dosáhl na premiérovu hamburskou trofej.
Do arény centrálního dvorce Philippa Chatriera vstoupili oba potřetí za sebou při finále French Open. Bez ztráty sady vyhrál Nadal čtvrtý titul v řadě.
Závěrečné klání ve Wimbledonu mělo stejné složení aktérů, jako v předchozích dvou letech. Na centrálním kurtu ovšem poprvé dominoval rodák z Mallorky, který zaznamenal první trofej z nejslavnějšího turnaje světa. Utkání bylo řadou odborníků hodnoceno jako nejlepší zápas historie. Hráči na dvorci strávili čtyři hodiny a čtyřicet osm minut, čímž se duel stal nejdelším finále ve wimbledonské historii. Vzhledem k přestávkám pro déšť bylo dohráno až před setměním. Zápas také ukončil Federerův rekord v otevřené éře tenisu, když světová jednička na trávě prohrála po 65 vítězstvích bez přerušení, což představovalo období více než pětileté neporazitelnosti.

### 2009: Australian Open, Madrid
V sezóně se oba hráči utkali pouze dvakrát a výhry rozdělili stejný dílem.
Dobrou formu dvojice proměnila postupem do boje o titul na Australian Open. Pro Nadala zápas představoval premiérové finále grandslamu na tvrdém povrchu. Federer do něj vstupoval se statistikou osmi vyhraných finále majoru na tvrdém povrchu bez přerušení, když vlastnil pět titulů z US Open a tři z Australian Open. Pětisetová bitva trvala čtyři hodiny a dvacet tři minut. Španělský hráč z ní vyšel vítězně.
Švýcar pak rivalovi oplatil porážku na španělské půdě, když jej bez ztráty setu zdolal ve finále antukového Madrid Masters. Ukončil tím šňůru pěti vzájemných proher a také završil Španělovu sérii 33zápasové neporazitelnosti na antuce. Jednalo se o jeho poslední antukové vítězství nad Nadalem. Formu basilejský rodák potvrdil o necelý měsíc později, když po výhře se Söderlingem získal jedinou trofej na French Open, čímž jako šestý tenista zkompletoval kariérní grandslam.

### 2010: Madrid, Turnaj mistrů

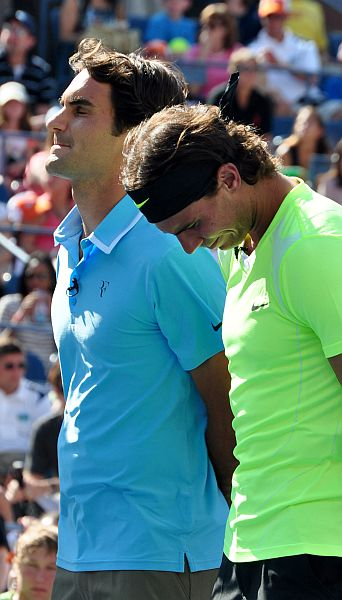
Federer a Nadal na Dětském dnu Arthura Ashe během US Open 2010

V sezóně se opakovala situace z předešlého roku. Švýcarsko-španělský pár nastoupil ke dvěma vzájemným střetnutím s vyrovnanou úspěšností.
Po roce se oba aktéři střetli opět ve finále květnového Madrid Masters, poprvé od minulého zápasu. Nadal odčinil poslední porážku dvousetovou výhrou. Podruhé se představili na listopadové závěrečné události roku Turnaji mistrů. Jednalo se o první vzájemné finále na tomto turnaji. Federer potvrdil statisticky lepší výsledky v hale, než soupeř, kterého přehrál 2:1 na sety. Získal tím pátý titul, jímž vyrovnal Lendlův a Samprasův rekord.

### 2011: Miami, Madrid, French Open, Turnaj mistrů
Oba aktéři se v sezóně utkali čtyřikrát. V Nadalův prospěch vyzněly první tři klání, Federer získal čtvrté z nich. Potřetí v kariéře proti sobě nastoupili do zápasu čtyřhry. Na březnovém Indian Wells Masters se Federer s krajanem Stanislasem Wawrinkou představili jako úřadující olympijští vítězové. Španělský pár obhájců titulu Nadala s Marca Lópeze porazili v semifinále bez ztráty sady, aby ve finále utržili porážku.
V singlové soutěži dvojice odehrála vzájemný zápas v semifinále březnového Miami Masters, kde slavil postup mallorský rodák.
Opět v semifinálové fázi se potkali na antukovém Mutua Madrid Open, kde druhý rok v řadě vyhrál Španěl po třísetovém průběhu.
Čtvrté vzájemné finále, a současně první od Australian Open 2009, je čekalo na French Open. Nadal ani tentokrát nenechal Švýcara přiblížit se k Poháru mušketýrů a po ztrátě třetí sady dovedl duel do vítězného konce. Připsal si tak desátý major kariéry a šestý na Roland Garros.
Závěrečným střetnutím roku bylo měření sil v základní skupině londýnského Turnaje mistrů. V repríze posledního finále nedal Federer soupeři šanci a po jednoznačném průběhu, když mu uštědřil třetího kanára v kariéře, vyhrál se ztrátou pouhých tři gamů.

### 2012: Australian Open, Indian Wells
Do sezóny vstoupili vzájemným semifinále na lednovém Australian Open. Nadal prošel do boje o titul čtyřsetovou výhrou.
Druhý duel, opět v semifinále, odehráli v březnu na kalifornském Indian Wells Masters, kde pro změnu triumfoval švýcarský tenista bez ztráty setu. Po šestileté přestávce získal na kalifornském turnaji čtvrtý titul.
Poté, co Španěl vypadl ve druhém kole Wimbledonu s Rosolem, nehrál kvůli potížím s koleny. V srpnu oznámil, že se pravděpodobně nezúčastní ani zářijového US Open. Federer následně vyjádřil zájem a starost o zdravotní stav svého přítele.

### 2013: Indian Wells, Řím, Cincinnati, Turnaj mistrů
V březnu nové sezóny se dvojice střetla na Indian Wells Masters poprvé ve čtvrtfinále. Vyjma třetího kola při debutovém duelu z roku 2004 a utkání základní skupiny na Turnaji mistrů 2011, se všechny jejich dosavadní střetnutí odehrály ve finále nebo semifinále. Federer do zápasu nastoupil s poraněním zad, které si přivodil v předchozím kole. Ze zápasu odešel poražen 2:0 na sety. Následný Murrayho titul na Miami Masters z 1. dubna, znamenal pád Švýcara na 3. místo žebříčku ATP. Poprvé tak od 10. listopadu 2003 ani jeden z dvojice Federer–Nadal nefiguroval mezi prvními dvěma tenisty světa, k čemuž došlo po rekordním období 490 týdnů.
Na antukovém Rome Masters mallorský rodák přehrál svého rivala hladce 6–1, 6–3 v utkání o titul.
V polovině srpna pak hráči na sebe narazili na Cincinnati Masters, kde čtvrtfinálovou výhru slavil opět Španěl, a to přes kvalitní hru soupeře v prvním dějství, které si připsal Švýcar ve svůj prospěch. Federer se po turnaji propadl na až na 7. místo klasifikace, nejhorší umístění od 28. října 2002.
Počtvrté v roce se proti sobě hráči postavili v semifinále listopadového Turnaje mistrů, konaného v londýnské O2 aréně. Nadal vyhrál ve dvou setech a poprvé basilejského rodáka zdolal na tvrdém povrchu v hale, čímž zkompletoval výčet výher na halových površích.

### 2014: Australian Open
Dvojice se utkala v lednovém semifinále Australian Open. Favorizovaný první hráč světa Nadal, který měl na tomto grandslamu kladnou vzájemnou bilanci 2–0, neztratil ani set, když šestý nasazený Federer dokázal hrát vyrovnanou partii pouze první set, jenž ztratil až v tiebreaku.

### 2015: Basilej
Ve finále říjnového Swiss Indoors v Basileji odehráli zápas ve dvanácté sezóně za sebou. Třetí hráč světa Federera přerušil sérii pěti výher sedmého hráče žebříčku Nadala, když jej zdolal ve třech setech. Na esa zvítězil 12–0 a zahrál čtyřicet čtyři vítězných míčů.

### 2017: Australian Open, Indian Wells, Miami, Šanghaj
Na Australian Open dvojice postoupila do devátého vzájemného grandslamového finále, a to poprvé od French Open 2011. O vítězi rozhodla až závěrečná sada, do níž vstoupil Nadal ziskem soupeřova podání a ujal se vedení 3–1 na gamy. Následoval však obrat, když Federer získal zbylých pět her. Nejdříve využil až šestý brejkbol v setu a srovnal na 3–3. Po čisté hře na vlastním servisu si vypracoval vedení 4–3 a 0:40, ale nejdříve ani jednu příležitost podruhé prolomit podání Španěla v sadě nezužitkoval. Přesto proměnil pátou brejkovou šanci v dané hře a ujal se vedení 5–3. Obrat dokonal ziskem šestého gamu, v němž čelil soupeřovým brejkbolům. Využitým druhým mečbolem, kdy dopad míče na čáru potvrdilo jestřábí oko, dosáhl basilejský rodák po 3.37 hodinách na vítězství v Melbourne Parku. Poprvé tak Španěla na majoru porazil mimo wimbledonskou trávu.
Na březnovém BNP Paribas Open se vůbec poprvé utkali v osmifinále a podruhé před čtvrtfinálovou fází. Federer se v úvodním setu ujal vedení 5–1 a zápas již dovedl do vítězného konce, když Španěla po 68 minutách přehrál Španěla ve dvou setech 6–2, 6–3. Poprvé tak basilejský rodák v sérii vyhrál tři zápasy za sebou.
O dva týdny později se střetli ve finále Miami Open, které Federer ovládl za 1.34 hodin ve dvou setech. Připsal si tak čtvrté vítězství za sebou a v utkáních odehraných na tvrdém povrchu se ujal těsného vedení 10–9.
Během premiérového ročníku týmové exhibiční soutěže Laverova poháru hraného v Praze, se jako světová jedička a dvojka stali součástí týmu Evropy v utkáním s výběrem světa. Poprvé ve svých kariérách v něm odehráli čtyřhru jako spoluhráči, když za 81 minut porazili Američany v týmu světa Sama Querreyho s Jackem Sockem po zisku rozhodujícího supertiebreaku.
I při čtvrtém klání sezóny, ve finále říjnového turnaje mistrovské série Shanghai Rolex Masters, zdolal Federer za 72 minut Španěla a sérii vzájemné neporazitelnosti prodloužil na pět zápasů. V utkání využil tři ze sedmi brejkových příležitostí a ukončil 16 Nadalových zápasů bez prhry. Devadesátým čtvrtým titulem na okruhu ATP Tour se v rámci otevřené éry dotáhl na druhého v této statistice Ivana Lendla.

## Analýza

### Důležité aspekty
Soupeření mezi Federerem a Nadalem představuje významnou součást profesionální kariéry každého z nich. Devětkrát proti sobě nastoupili do finále Grand Slamu, což je historický rekord dvojice tenistů. Daná střetnutí zahrnují utkání o titul na French Open a Wimbledonu ve třech letech po sobě (2006–2008), jejichž vrcholem se stalo wimbledonské finále 2008, považované řadou analytiků za vůbec nejlepší zápas. Nadal získal ve svůj prospěch šest finálových výher, když ztratil pouze první dvě wimbledonské, a jednu melbournskou, bitvu o titul (6–3). K tomu přidal další tři vítězná semifinále na Grand Slamu. Tento výsledek je v příkrém nepoměru k Federerově statistice vůči všem dalším hráčům, s nimiž se utkal v grandslamovém finále.
V roli poslední instance Nadal opakovaně překazil plány švýcarského hráče na dosažení kariérního Grand Slamu. Stejně tak mu dvakrát odepřel získat čistý (kalendářní) Grand Slam (v letech 2006–2007), když jej porazil ve finále French Open 2006, 2007 a 2008 a také v semifinále 2005. Federer pak dosáhl na kariérní Grand Slam v roce 2009, když Španěl utrpěl porážku již v osmifinále se Söderlingem, jednu ze dvou pařížských v celé kariéře.

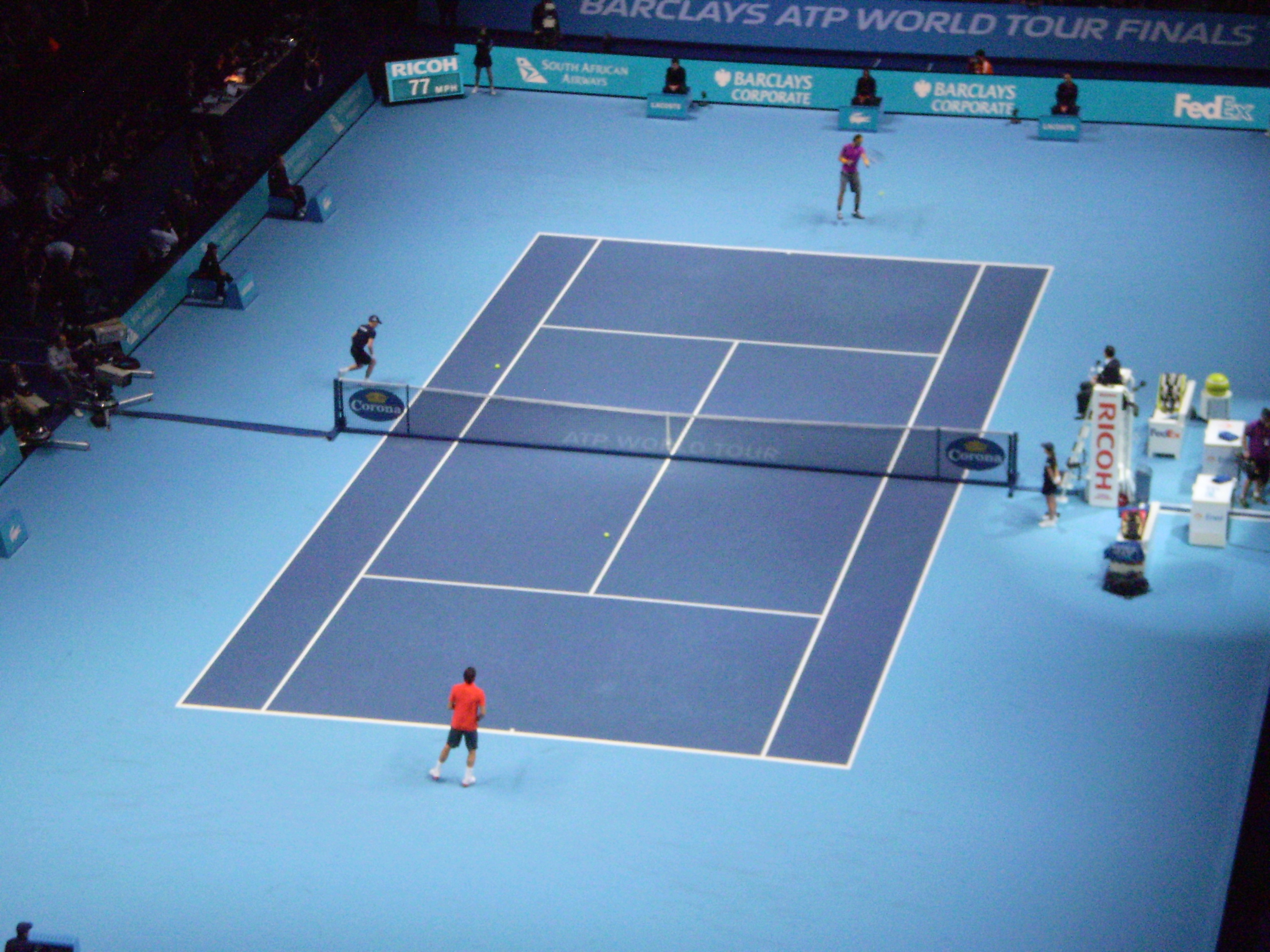
Nadal a Federer (blíže) ve finále Turnaje mistrů konaného v londýnské O_{2} Areně

Naopak Federer dvakrát Španělovi odepřel zisk Channel Slamu, tj. vítězství na French Open a ve Wimbledonu během jedné sezóny. Až na třetí pokus, v roce 2008, Nadal tuto pomyslnou trofej dobyl, čímž se stal jejím prvním držitelem od roku 1980, kdy se tento výkon podařil Švédu Björnu Borgovi. V sezóně 2009 pak Channel Slam získal Federer a následující rok opět Nadal. Švýcarský tenista svému rivalovi také opakovaně znemožnil vyhrát závěrečný Turnaj mistrů, když jej v roce 2010 zdolal ve finále a v letech 2006 a 2007 v semifinále. Nadal se tak po Andrem Agassim nestal druhým mužským tenistou historie, který by vlastnil kariérní Grand Slam, zlatou olympijskou medaili z dvouhry a titul na Turnaje mistrů. Časopis Sports Illustrated tuto kombinaci trofejí pojmenoval „kariérní Super Slam“. Mallorskému rodáku tak stále chybí výhra ze závěrečné události sezóny.
Šest sezón v řadě, které dvojice zakončila na prvních dvou místech světové klasifikace mezi lety 2005–2010, vycházelo z vysokého bodového zisku obou hráčů na turnajích Grand Slamu a série Masters, kde se pravidelně dostávali do závěrečných bojů. Během tohoto období vyhráli 21 z 24 grandslamů (12 Federer, 9 Nadal), včetně 11 titulů v řadě mezi roky 2005–2007. Oba také dominovali v sérii Masters, v níž si připsali 31 titulů z 54 odehraných turnajů (18 Nadal, 13 Federer), včetně 8 z 9 trofejí v roce 2005 (oba po 4 titulech, zbývající titul připadl Berdychovi). Mimoto švýcarský hráč v této periodě čtyřikrát triumfoval na Turnaji mistrů.

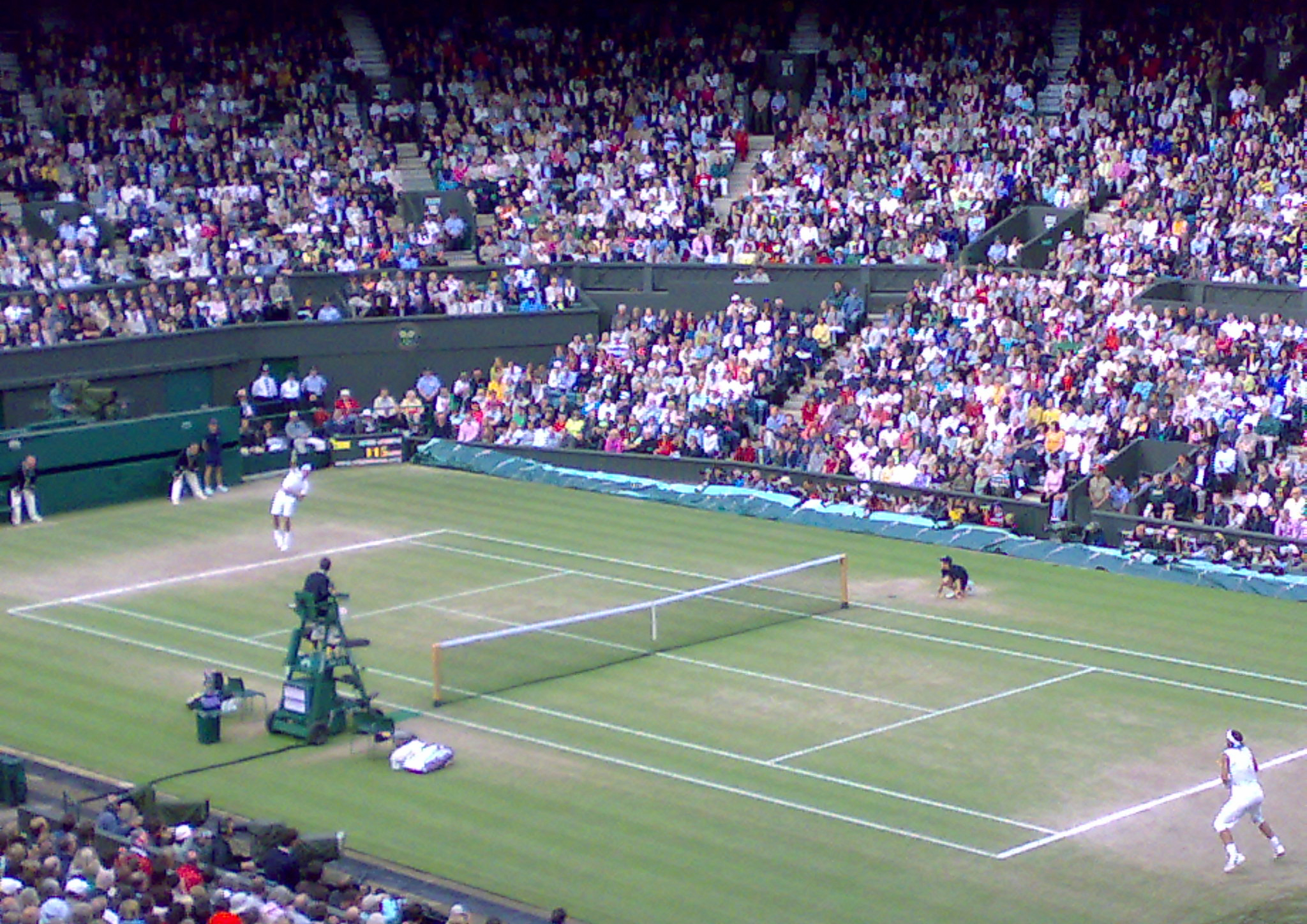
Federer podává proti Nadalovi ve finále Wimbledonu 2008

Dvojice drží rekordy otevřené éry v sériích neporazitelnosti na jednotlivých površích — Federer vytvořil nejdelší šňůru 65 výher bez porážky na trávě i 56 výher v řadě na tvrdém povrchu. Nadal jej doplnil rekordní sérií 81 vítězství na antuce (na koberci rekord drží John McEnroe se 66 výhrami). Všechny tři šňůry skončili ve vzájemných utkáních. Federer tak ukončil Španělovu sérii ve finále Hamburg Masters 2007. Nadal naopak porazil Švýcara na travnatém finále Wimbledonu 2008 a na tvrdém povrchu jeho rekord přerušil během dubajského mistrovství 2006. Dominance páru nad světovým tenisem vedla k myšlence odehrát exhibici „Bitva povrchů“ na dvorci z poloviny pokrytého antukou a z druhé části trávou. Klání těsným rozdílem vyhrál Nadal.
Většina vzájemných utkání se odehrála na antuce, která je statisticky nejúspěšnějším povrchem Španěla. Naopak antuka patří k nejhorším povrchům švýcarského hráče. Historik a novinář píšící o tenisu Peter Bodo vysvětlil faktorem „antuky“ statisticky významně lepší celkový poměr vyhraných utkání ve prospěch Nadala, protože španělský hráč na ostatních mimoantukových površích častěji vypadl ještě před finále a proto se v takové míře nestřetl s Federerem. Přesto je tento výklad nedostatečný, protože Nadal drží těsné vedení i ve statistice duelů na tvrdém povrchu.

### Výkony dle povrchů
| Vzájemný poměr zápasů      |               |
| zápasy                     | Federer–Nadal |
| celkově                    | 16–24         |
| finále celkově             | 10–14         |
| poměr dle turnajů          |               |
| Grand Slam                 | 3–9           |
| finále Grand Slamu         | 3–6           |
| Australian Open            | 1–2           |
| French Open                | 0–6           |
| Wimbledon                  | 3–1           |
| US Open                    | —             |
| Turnaj mistrů              | 4–1           |
| finále Turnaje mistrů      | 1–0           |
| série Masters              | 7–12          |
| finále série Masters       | 5–7           |
| ATP 500/Gold Series        | 1–1           |
| finále ATP 500/Gold Series | 1–1           |
| poměr dle povrchů          |               |
| antuka                     | 2–14          |
| tráva                      | 3–1           |
| tvrdý povrch venku         | 6–8           |
| tvrdý povrch v hale        | 5–1           |
| koberec                    | —             |
| poměr dle setů             |               |
| duely na 2 vítězné sety    | 11–12         |
| duely na 3 vítězné sety    | 5–12          |
| duely s 5 odehranými sety  | 3–3           |

#### Antuka
Nadal a Federer odehráli nejvíce vzájemných utkání na antuce, když z 16 na tomto povrchu odehraných duelů drží Španěl výrazně aktivní bilanci 14–2.
Mezi roky 2005 až 2011 Nadal zvítězil ve všech pěti duelech na French Open, z toho čtyřikrát v letech 2006, 2007, 2008 a 2011 ve finále a v roce 2005 v semifinále. V letech 2005–2010 španělský tenista vyhrál v každé sezóně nejméně na dvou ze tří antukových událostí série Masters. Z hlediska statistik ATP drží Nadal historicky nejvyšší procentuální úspěšnost ze všech hráčů na antukovém povrchu. Na základě těchto výsledků jej někteří odborníci a hráči, včetně wimbledonských vítězů Pata Cashe a Conchity Martínezové, považují za nejlepšího antukáře všech dob. Španělský hráč nad Federerem zvítězil ve všech osmi antukových utkáních hraných na tři vítězné sady. Jako první tenista v otevřené éře triumfoval na stejném turnaji osmkrát za sebou, když tohoto rekordu dosáhl mezi lety 2005–2012 na antukovém Monte-Carlo Masters. Stejně tak se stal prvním mužem historie tenisu, jenž vyhrál jediný grandslam – French Open, dvanáctkrát. Během deseti ročníků 2005–2014 na něm prohrál pouze jediné utkání v osmifinále 2009 se Söderlingem, ze všech zbylých 66 zápasů odešel jako vítěz, z toho 35krát bez přerušení.

#### Tráva
Federer opanoval Wimbledon sedmkrát, zatímco Nadal dvakrát. Pět titulů získal švýcarský hráč bez přerušení v období 2003–2007, zbylé dva přidal v letech 2009 a 2012. Španěl na vítězství dosáhl v roce 2008 a 2010. Nejvíce oceňovaným bojem se stalo wimbledonské finále 2008, řadou odborníků označované za nejlepší zápas historie. Basilejský rodák si navíc připsal šest singlových a jeden deblový titul na německém turnaji Gerry Weber Open.

#### Tvrdý
Dvojice se na tvrdém povrchu utkala dvacetkrát. Federer drží aktivní bilanci v poměru 11–9. Významný rozdíl je v odlišné úspěšnosti obou hráčů na otevřených dvorcích s tvrdým povrchem a v hale. Zatímco v utkáních konaných na krytých kurtech vede Federer 5–1, když čtyřikrát vyhrál a jednou pohrál na Turnaji mistrů a jednou triumfoval na Swiss Open, naopak pod otevřeným nebem je dominantně úspěšnější Nadal s bilancí 8–6. Stálé podmínky a rychlejší dvorce arén vyhovují více švýcarskému tenistovi. Španěl preferuje zevní proměnlivé vlivy počasí otevřených dvorců.
Federer si na tvrdém povrchu připsal deset grandslamových titulů a šest trofejí na Turnaji mistrů. K tomu sedmkrát triumfoval na Cincinnati Masters. Nadal od roku 2005 zaznamenal také řadu výher, včetně zisku zlaté olympijské medaile v Pekingu, čtyř grandslamových trofejí, když ve finále Australian Open 2009 zdolal basilejského rodáka, třikrát v letech 2010, 2013 a 2017 ovládl US Open, a vlastní několik titulů ze série Masters.
Navzdory Španělově úspěšnosti na tvrdém povrchu je některými odborníky kritizován za nedostatečně vyrovnané výkony, které by vedly k jeho častějším účastem ve finále turnajů s tímto podkladem, v minulosti především na US Open. Tento fakt mohl zkreslovat Španělovy celkové statistiky s jinými tenisty. Nadal si na newyorském grandslamu zahrál přímo o titul třikrát, z toho dvakrát s Djokovićem (když Federer v prvních dvou semifinále (2010, 2011) proti Djokovićovi nevyužil dva mečboly) a jednou s Kevinem Andersonem. Španěl však po vzájemném duelu na Australian Open 2012 označil Federera za „favorita“ na „tomto povrchu“. Ovšem vyjma prvních čtyř vzájemných duelů na okruhu, z nichž se tři odehrály na tvrdém povrchu, a z kterých dvakrát odešel vítězně Nadal.

### Poměr zápasů dle turnaje a povrchu
|                  | Vzájemný poměr zápasů dle turnaje a povrchu | Vzájemný poměr zápasů dle turnaje a povrchu | Vzájemný poměr zápasů dle turnaje a povrchu | Vzájemný poměr zápasů dle turnaje a povrchu | Vzájemný poměr zápasů dle turnaje a povrchu | Vzájemný poměr zápasů dle turnaje a povrchu | Vzájemný poměr zápasů dle turnaje a povrchu | Vzájemný poměr zápasů dle turnaje a povrchu | Vzájemný poměr zápasů dle turnaje a povrchu | Vzájemný poměr zápasů dle turnaje a povrchu |
| tvrdý venku      | tvrdý venku                                 | antuka                                      | antuka                                      | tráva                                       | tráva                                       | tvrdý v hale                                | tvrdý v hale                                | celkem                                      | celkem                                      |                                             |
| Nadal            | Federer                                     | Nadal                                       | Federer                                     | Nadal                                       | Federer                                     | Nadal                                       | Federer                                     | Nadal                                       | Federer                                     |                                             |
| ---------------- | ------------------------------------------- | ------------------------------------------- | ------------------------------------------- | ------------------------------------------- | ------------------------------------------- | ------------------------------------------- | ------------------------------------------- | ------------------------------------------- | ------------------------------------------- | ------------------------------------------- |
| Australian Open  | 3                                           | 1                                           |                                             |                                             |                                             |                                             |                                             |                                             | 3                                           | 1                                           |
| Roland Garros    |                                             |                                             | 6                                           | 0                                           |                                             |                                             |                                             |                                             | 6                                           | 0                                           |
| Wimbledon        |                                             |                                             |                                             |                                             | 1                                           | 3                                           |                                             |                                             | 1                                           | 3                                           |
| Turnaj mistrů    |                                             |                                             |                                             |                                             |                                             |                                             | 1                                           | 4                                           | 1                                           | 4                                           |
| Indian Wells     | 1                                           | 2                                           |                                             |                                             |                                             |                                             |                                             |                                             | 1                                           | 2                                           |
| Miami            | 2                                           | 2                                           |                                             |                                             |                                             |                                             |                                             |                                             | 2                                           | 2                                           |
| Monte-Carlo      |                                             |                                             | 3                                           | 0                                           |                                             |                                             |                                             |                                             | 3                                           | 0                                           |
| Řím              |                                             |                                             | 2                                           | 0                                           |                                             |                                             |                                             |                                             | 2                                           | 0                                           |
| Hamburk / Madrid |                                             |                                             | 3                                           | 2                                           |                                             |                                             |                                             |                                             | 3                                           | 2                                           |
| Cincinnati       | 1                                           | 0                                           |                                             |                                             |                                             |                                             |                                             |                                             | 1                                           | 0                                           |
| Šanghaj          | 0                                           | 1                                           |                                             |                                             |                                             |                                             |                                             |                                             | 0                                           | 1                                           |
| Dubaj            | 1                                           | 0                                           |                                             |                                             |                                             |                                             |                                             |                                             | 1                                           | 0                                           |
| Basilej          |                                             |                                             |                                             |                                             |                                             |                                             | 0                                           | 1                                           | 0                                           | 1                                           |
| celkem           | 8                                           | 6                                           | 14                                          | 2                                           | 1                                           | 3                                           | 1                                           | 5                                           | 24                                          | 16                                          |

#### Chronologie na Grand Slamu
| – Federer, – Nadal, tučně – vítěz finále a turnaje |

| Turnaj          | 2004 | 2005 | 2006 | 2007 | 2008 | 2009 | 2010 | 2011 | 2012 | 2013 | 2014 | 2015 | 2016 | 2017 | 2018 | 2019 |
| --------------- | ---- | ---- | ---- | ---- | ---- | ---- | ---- | ---- | ---- | ---- | ---- | ---- | ---- | ---- | ---- | ---- |
| Australian Open |      |      |      |      |      | N    |      |      | N    |      | N    |      |      | F    |      |      |
| French Open     |      | N    | N    | N    | N    |      |      | N    |      |      |      |      |      |      |      | N    |
| Wimbledon       |      |      | F    | F    | N    |      |      |      |      |      |      |      |      |      |      | F    |
| US Open         |      |      |      |      |      |      |      |      |      |      |      |      |      |      |      |      |

#### Chronologie na tvrdém povrchu a trávě
| Turnaj          | 2004 | 2005 | 2006 | 2007 | 2008 | 2009 | 2010 | 2011 | 2012 | 2013 | 2014 | 2015 | 2016 | 2017 | 2018 | 2019 |
| --------------- | ---- | ---- | ---- | ---- | ---- | ---- | ---- | ---- | ---- | ---- | ---- | ---- | ---- | ---- | ---- | ---- |
| Australian Open |      |      |      |      |      | N    |      |      | N    |      | N    |      |      | F    |      |      |
| Dubaj           |      |      | N    |      |      |      |      |      |      |      |      |      |      |      |      |      |
| Indian Wells    |      |      |      |      |      |      |      |      | F    | N    |      |      |      | F    |      |      |
| Miami           | N    | F    |      |      |      | N    |      |      |      |      |      | F    |      |      |      |      |
| Wimbledon       |      |      | F    | F    | N    |      |      |      |      |      |      |      |      |      |      | F    |
| Cincinnati      |      |      |      |      |      |      |      |      |      | N    |      |      |      |      |      |      |
| Šanghaj         |      |      |      |      |      |      |      |      |      |      |      |      |      | F    |      |      |
| Basilej         |      |      |      |      |      |      |      |      |      |      |      | F    |      |      |      |      |
| Turnaj mistrů   |      |      | F    | F    |      |      | F    | F    |      | N    |      |      |      |      |      |      |

#### Chronologie na antuce
| Turnaj         | 2004 | 2005 | 2006 | 2007 | 2008 | 2009 | 2010 | 2011 | 2012 | 2013 | 2014 | 2015 | 2016 | 2017 | 2018 | 2019 |
| -------------- | ---- | ---- | ---- | ---- | ---- | ---- | ---- | ---- | ---- | ---- | ---- | ---- | ---- | ---- | ---- | ---- |
| Monte-Carlo    |      |      | N    | N    | N    |      |      |      |      |      |      |      |      |      |      |      |
| Řím            |      |      | N    |      |      |      |      |      |      | N    |      |      |      |      |      |      |
| Hamburk/Madrid |      |      |      | F    | N    | F    | N    | N    |      |      |      |      |      |      |      |      |
| French Open    |      | N    | N    | N    | N    |      |      | N    |      |      |      |      |      |      |      | N    |

### Srovnání dovedností
Federer je mnohými označován za nejlepšího tenistu všech dob, zatímco Nadala řada odborníků hodnotí jako nejlepšího antukáře historie a jednoho z nejlepších tenistů vůbec.
Federer dosahuje nejlepších výsledků na tvrdém povrchu, protože uplatňuje tvrdší, méně liftovaný a tedy rychlejší forhend s nižším odskokem, stejně jako silnější podání. Tyto údery jsou pak výhodou na tvrdém povrchu, kde míč odskakuje rychleji a soupeř má omezený čas na jeho doběh, plnohodnotnou přípravu úderu a přesnou reakci. Tvrdé podklady v krytých halách patří k nejrychlejším povrchům vůbec. Nadal uděluje základním úderům vyšší horní rotaci, čímž jsou sice jistější, ale na rychlém kurtu méně účinné. V průběhu let však Španěl vylepšil rychlost podání i jeho umístění. Přesto stále v průměrné rychlosti servisu, jeho síle, počtu es a přímých vítězných bodů zaostává za Švýcarem. Jeho nejsilnější stránkou jsou dobře zvládnuté a jisté údery od základní čáry.

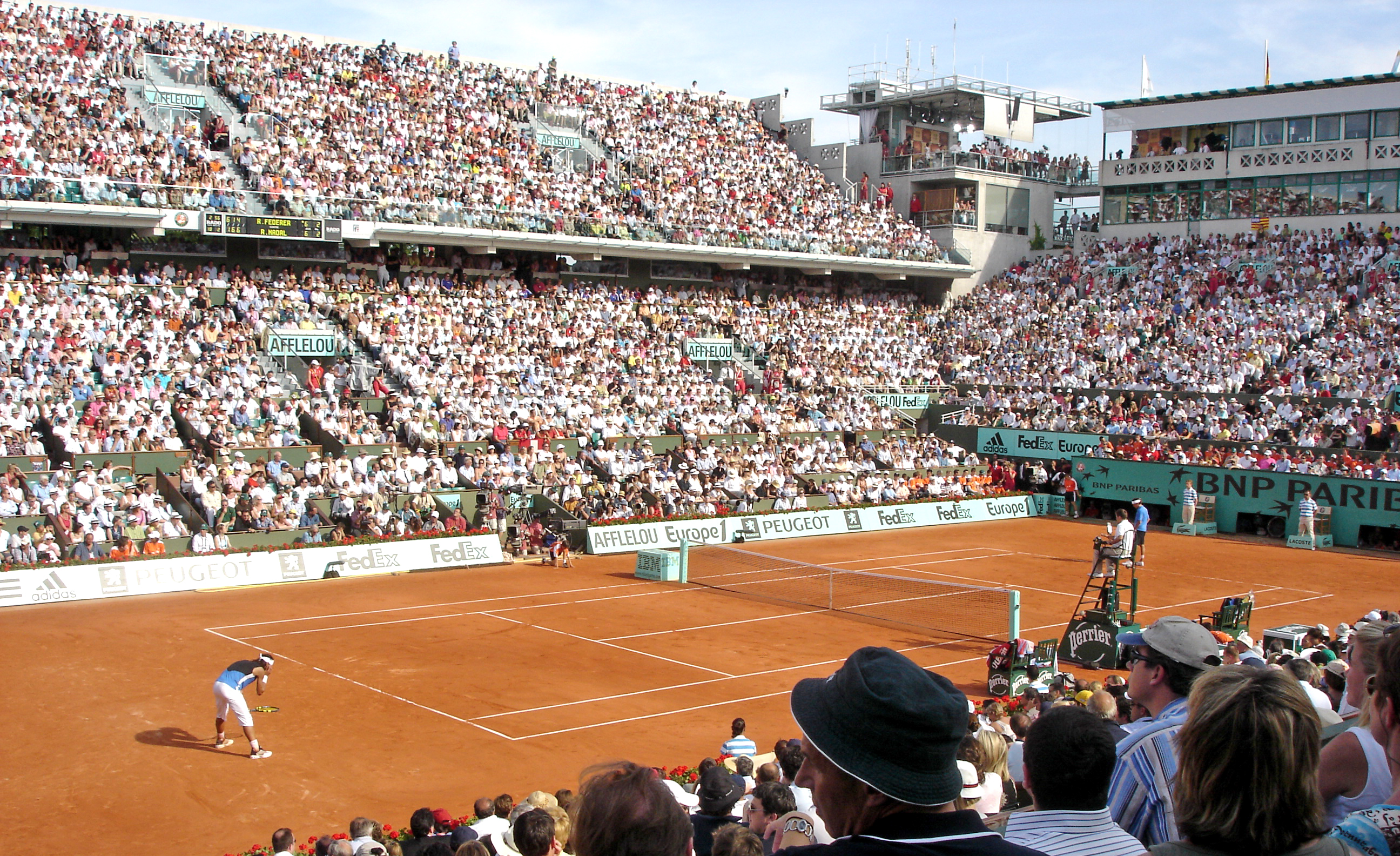
Nadal a Federer hrají na dvorci Philippa Chatriera o titul z Roland Garros 2006

Přestože před rychlým povrchem Nadal preferuje pomalejší antuku, dokázal na tomto typu dvorce vyhrát řadu velkých turnajů, včetně olympijských her, US Open a Wimbledonu.
Například tenista Andy Murray a Federerův trenér Paul Annacone nazvali Španěla jedním z nejlepších hráčů historie. V listopadu 2010 bývalá světová jednička Björn Borg uvedla, že nejlepším hráčem je Federer, ale „Rafa má nakročeno stát se tímto tenistou“, pokud bude zdravý. John McEnroe prohlásil: „… existuje důvod, proč by se v budoucnosti mohl Rafael Nadal stát nejlepším hráčem, dokonce možná už teď“. Na dotaz novináře během French Open 2010, jestli je Nadal lepší než Federer, španělský tenista reagoval slovy: „Myslím, že tahle osoba o tenisu nic neví“. Novinář opáčil proč a Nadal odvětil: „… o tenisu nic nevíte. Viděl jste jeho tituly a viděl jste ty moje? V tom není srovnání. A to je odpověď. Těžko se teď mohu s Rogerem srovnávat, když on má šestnáct Grand Slamů a já šest. Jistě, trofejí ze série Masters vlastním víc než on. Ale zbytek Rogerových výsledků je téměř nemožné vylepšit“. V podobném duchu se Španěl vyjádřil na tiskové konferenci po semifinále US Open 2010 ohledně jeho aktivní vzájemné bilance s Federerem, když uvedl: „Vzájemný poměr utkání pro mě není podstatný prvek. Je to součást statistik, ale nikoli jejich rozhodující část“.

## Vzájemný vztah a náhled na soupeření

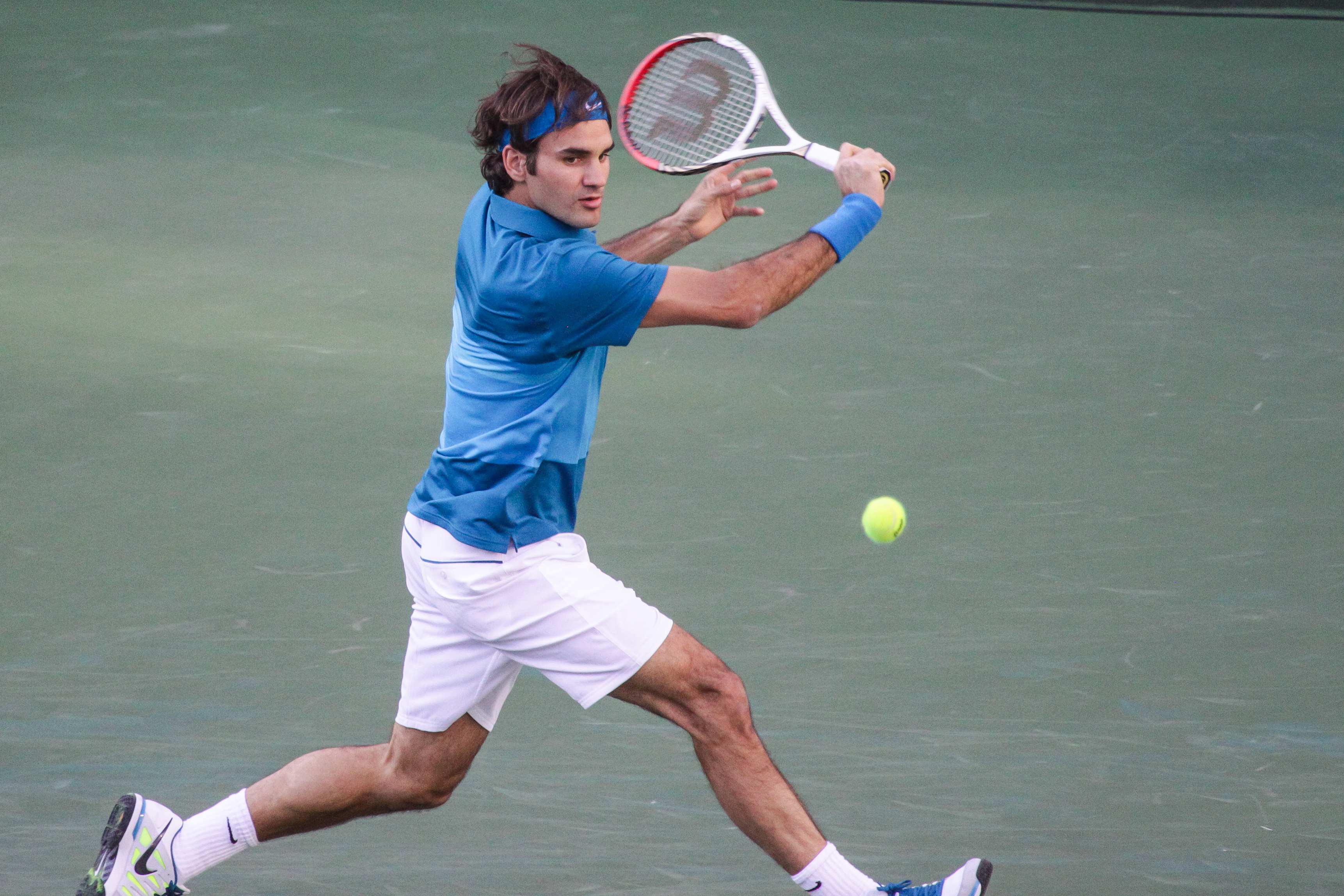
Federer na Indian Wells Masters 2012 vyhrál čtvrtý turnajový titul

Vzájemný vztah Federera a Nadala, na osobní i profesionální úrovni, je přátelský a srdečný. Přestože jsou jeden pro druhého úhlavními soupeři, respektují se a fakticky nemají důvod pro osobní animozitu.
V minulosti se také v některých případech mírně kritizovali. Například Švýcar si před wimbledonským finále 2008 stěžoval na úmyslné kouskování hry ze strany španělského hráče. Naopak před Australian Open 2012 se Nadalovi nelíbil Švýcarův postoj, když odmítl podpořit požadavek hráčů na vyšší prémie (v rámci přerozdělení finanční dotace) pro tenisty, kteří jsou vyřazeni v časných fázích turnaje. Následně se však španělský tenista omluvil za medializaci svého názoru a oba hráči nadále zůstali dobrými přáteli.
Každý z dvojice nahlíží na vzájemné soupeření z jiného úhlu. V období, kdy Federer bezpečně kraloval světovému tenisu, zaujímal ambivalentní vztah k termínu „soupeření“ vůči o pět let mladšímu Španělovi. To se změnilo po památném wimbledonském finále 2008, kdy připustil, že jejich soupeření je významné, a dodal: „… jak častěji hrajeme proti sobě, stávají se [naše souboje] více a více výjimečnými“. O několik týdnů později, když jej Nadal vystřídal na čele žebříčku, věnoval mu Federer kompliment: „Podívejte, co všechno musel udělat, aby toho dosáhl. To je to, co rád vidím.“ Španělský tenista choval jejich vzájemné soupeření vždy v úctě, protože k Federerovi vzhlížel jako ke svému vzoru a měřítku úspěchu.
Když se zájem o jejich soupeření zvýšil, pár toho využil ke spolupráci na příležitostných charitativních exhibicích, jejichž výtěžek směřoval na dobročinné účely.

### Kulturní dopad
Rivalita dvojice zvýšila všeobecný zájem o tenis. Vysoce očekávané finále ve Wimbledonu 2008 významně zvýšilo televizní sledovanost tenisu, jak na evropském kontinentu, tak v Americe. Finále bylo také vyobrazeno na obálce časopisu Sports Illustrated, čímž se tenis na přední stranu tohoto periodika vrátil po několika letech.

## Společné výkony dvojice
Federer a Nadal:

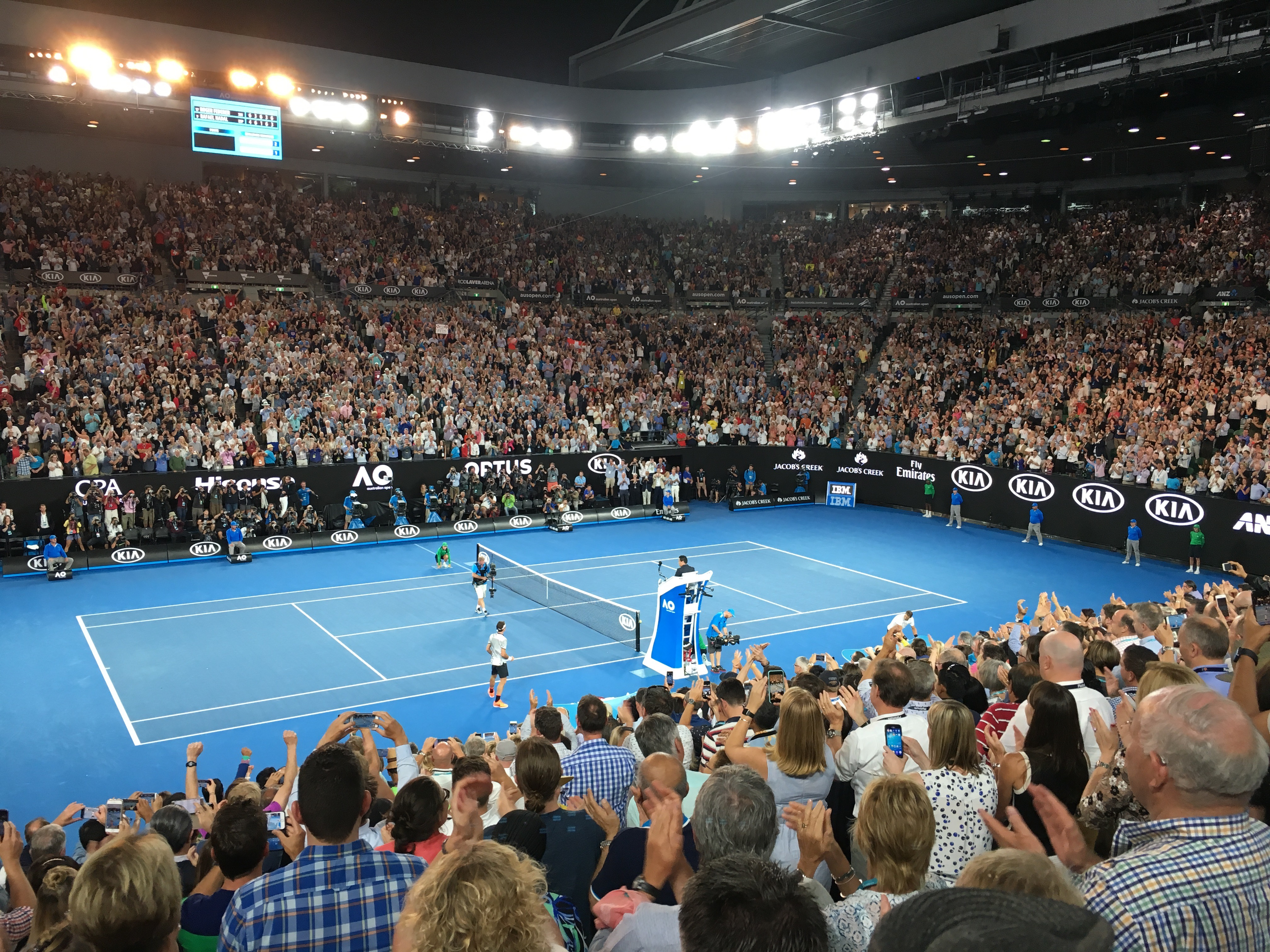
Federer po výhře nad Nadalem ve finále Australian Open 2017, kde získal 18. grandslam

- v období mezi Wimbledonem 2003 a French Open 2011 vyhráli 26 Grand Slamů z celkového počtu 32 odehraných. V této periodě oba dosáhli na kariérní Grand Slam, vítězství na všech čtyřech majorech. Španěl navíc přidal trofej z dvouhry letních olympijských her a jako druhý muž vybojoval tzv. Zlatý Slam (Golden Slam),
- představují jediné tenisty klasifikované na prvních dvou místech žebříčku ATP, kteří proti sobě nastoupili do finále French Open a Wimbledonu v jednom kalendářním roce otevřené éry tenisu. Jsou také jedinou dvojicí historie, která tento výkon zopakovala třikrát za sebou (2006–2008),
- jsou historicky jedinými dvěma hráči, kteří proti sobě odehráli devět finále na Grand Slamu. Žádní jiní dva tenisté se tolikrát nestřetli v zápase o titul (finále: Wimbledon 2006–2008, French Open 2006–2008 a 2011, Australian Open 2009 a 2017). Tento rekord dosáhli v rozmezí jedenácti let a překonali tak sedm bitev o titul mezi Američany Billem Tildenem a Billem Johnstonem (U.S. Championships 1919–1925). Vzájemné utkání na Australian Open 2012 představovalo jejich desátý grandslamový duel, čímž vyrovnali rekord nejvíce odehraných zápasů jedné dvojice na Grand Slamu, držený Johnem McEnroem a Ivanem Lendlem.[76] Tento rekord později posunuli Federer s Djokovićem, když jejich semifinále ve Wimbledonu znamenalo třináctý zápas,
- představují jediné dva hráče na prvních dvou místech žebříčku, kteří vyhráli jedenáct grandslamových turnajů bez přerušení (od French Open 2005 do US Open 2007). V tomto období získal Švýcar sérii tří titulů ve Wimbledonu i na US Open a dvou na Australian Open. Španěl jej doplnil třemi trofejemi z French Open,
- se řadí ke dvěma párům v otevřené éře tenisu, které proti sobě nastoupily ke třem následným finále jednoho Grand Slamu. První dvojicí se ve Wimbledonu 1988–1990 stali Boris Becker a Stefan Edberg. Druhou pak Federer a Nadal na French Open 2006–2008 a také ve Wimbledonu 2006–2008,
- jsou jedinou dvojicí, jejímž členům se podařilo vybojovat nejméně čtyři tituly bez přerušení na třech různých grandslamech v navazujícím časovém období (Nadal na French Open 2005–2008 a 2010–2013; Federer ve Wimbledonu 2003–2007 a na US Open 2004–2008),
- se od Wimbledonu 2004 do French Open 2011 probojovali do 25 finále Grand Slamu z celkového počtu 28 odehraných. Oba chyběli pouze v přímém boji o titul na Australian Open 2005, Australian Open 2008 a US Open 2009,
- společně dosáhli osmi wimbledonských titulů (2003–2010) a devíti titulů na French Open (2005–2013) bez přerušení,
- již jako držitelé kariérního Grand Slamu nastoupili proti sobě na grandslamovém turnaji. Jednalo se o čtyři zápasy: finále French Open 2011, semifinále Australian Open 2013 i Australian Open 2015 a finále na Australian Open 2017. Druhou takovou dvojicí tvoří Roy Emerson a Rod Laver, kteří se v těchto rolích pokali dvakrát.[76]
- nebyli poražení ve finále Grand Slamu jiným hráčem, než druhým členem dvojice, až do US Open 2009, kdy Švýcar podlehl po pětisetovém dramatu Juanu Martínovi del Potru, který mu tak znemožnil dosáhnout na šestý titul v řadě,
- se nikdy neutkali na US Open.
- jako jediný pár v otevřené éře spolu odehráli čtyři pětisetové finále na Grand Slamu (Wimbledon 2007 a 2008, Australian Open 2009 a 2017).

## Seznam zápasů: Federer–Nadal
| Legenda                       | Legenda                     | Legenda | Legenda |
| 2004–2008                     | od 2009                     | Federer | Nadal   |
| ----------------------------- | --------------------------- | ------- | ------- |
| Grand Slam                    | Grand Slam                  | 4       | 10      |
| Tennis Masters Cup            | Turnaj mistrů               | 4       | 1       |
| ATP Masters Series            | ATP World Tour Masters 1000 | 7       | 12      |
| ATP International Series Gold | ATP World Tour 500          | 1       | 1       |
| ATP International Series      | ATP World Tour 250          | 0       | 0       |
| Davis Cup                     | Davis Cup                   | 0       | 0       |

### Dvouhra: 40 (16–24)
| č.                                                                | rok  | turnaj                | povrch    | fáze          | vítěz   | výsledek                               | čas  | sety | F–N   |
| ----------------------------------------------------------------- | ---- | --------------------- | --------- | ------------- | ------- | -------------------------------------- | ---- | ---- | ----- |
| 1.                                                                | 2004 | Miami                 | tvrdý     | 32 v kole     | Nadal   | 6–3, 6–3                               | 1:10 | 2/3  | 0–1   |
| 2.                                                                | 2005 | Miami                 | tvrdý     | finále        | Federer | 2–6, 6–7(4–7), 7–6(7–5), 6–3, 6–1      | 3:43 | 5/5  | 1–1   |
| 3.                                                                | 2005 | Roland Garros         | antuka    | semifinále    | Nadal   | 6–3, 4–6, 6–4, 6–3                     | 2:47 | 4/5  | 1–2   |
| 4.                                                                | 2006 | Dubaj                 | tvrdý     | finále        | Nadal   | 2–6, 6–4, 6–4                          | 1:53 | 3/3  | 1–3   |
| 5.                                                                | 2006 | Monte-Carlo           | antuka    | finále        | Nadal   | 6–2, 6–7(2–7), 6–3, 7–6(7–5)           | 3:50 | 4/5  | 1–4   |
| 6.                                                                | 2006 | Řím                   | antuka    | finále        | Nadal   | 6–7(0–7), 7–6(7–5), 6–4, 2–6, 7–6(7–5) | 5:05 | 5/5  | 1–5   |
| 7.                                                                | 2006 | Roland Garros         | antuka    | finále        | Nadal   | 1–6, 6–1, 6–4, 7–6(7–4)                | 3:02 | 4/5  | 1–6   |
| 8.                                                                | 2006 | Wimbledon             | tráva     | finále        | Federer | 6–0, 7–6(7–5), 6–7(2–7), 6–3           | 2:58 | 4/5  | 2–6   |
| 9.                                                                | 2006 | Tennis Masters Cup    | tvrdý (h) | semifinále    | Federer | 6–4, 7–5                               | 1:53 | 2/3  | 3–6   |
| 10.                                                               | 2007 | Monte-Carlo           | antuka    | finále        | Nadal   | 6–4, 6–4                               | 1:35 | 2/3  | 3–7   |
| 11.                                                               | 2007 | Hamburk               | antuka    | finále        | Federer | 2–6, 6–2, 6–0                          | 1:55 | 3/3  | 4–7   |
| 12.                                                               | 2007 | Roland Garros         | antuka    | finále        | Nadal   | 6–3, 4–6, 6–3, 6–4                     | 3:10 | 4/5  | 4–8   |
| 13.                                                               | 2007 | Wimbledon             | tráva     | finále        | Federer | 7–6(9–7), 4–6, 7–6(7–3), 2–6, 6–2      | 3:45 | 5/5  | 5–8   |
| 14.                                                               | 2007 | Tennis Masters Cup    | tvrdý (h) | semifinále    | Federer | 6–4, 6–1                               | 0:59 | 2/3  | 6–8   |
| 15.                                                               | 2008 | Monte-Carlo           | antuka    | finále        | Nadal   | 7–5, 7–5                               | 1:43 | 2/3  | 6–9   |
| 16.                                                               | 2008 | Hamburk               | antuka    | finále        | Nadal   | 7–5, 6–7(3–7), 6–3                     | 2:52 | 3/3  | 6–10  |
| 17.                                                               | 2008 | Roland Garros         | antuka    | finále        | Nadal   | 6–1, 6–3, 6–0                          | 1:48 | 3/5  | 6–11  |
| 18.                                                               | 2008 | Wimbledon             | tráva     | finále        | Nadal   | 6–4, 6–4, 6–7(5–7), 6–7(8–10), 9–7     | 4:48 | 5/5  | 6–12  |
| 19.                                                               | 2009 | Australian Open       | tvrdý     | finále        | Nadal   | 7–5, 3–6, 7–6(7–3), 3–6, 6–2           | 4:23 | 5/5  | 6–13  |
| 20.                                                               | 2009 | Madrid                | antuka    | finále        | Federer | 6–4, 6–4                               | 1:26 | 2/3  | 7–13  |
| 21.                                                               | 2010 | Madrid                | antuka    | finále        | Nadal   | 6–4, 7–6(7–5)                          | 2:10 | 2/3  | 7–14  |
| 22.                                                               | 2010 | ATP World Tour Finals | tvrdý (h) | finále        | Federer | 6–3, 3–6, 6–1                          | 1:37 | 3/3  | 8–14  |
| 23.                                                               | 2011 | Miami                 | tvrdý     | semifinále    | Nadal   | 6–3, 6–2                               | 1:18 | 2/3  | 8–15  |
| 24.                                                               | 2011 | Madrid                | antuka    | semifinále    | Nadal   | 5–7, 6–1, 6–3                          | 2:36 | 3/3  | 8–16  |
| 25.                                                               | 2011 | Roland Garros         | antuka    | finále        | Nadal   | 7–5, 7–6(7–5), 5–7, 6–1                | 3:40 | 4/5  | 8–17  |
| 26.                                                               | 2011 | ATP World Tour Finals | tvrdý (h) | zákl. skupina | Federer | 6–3, 6–0                               | 1:00 | 2/3  | 9–7   |
| 27.                                                               | 2012 | Australian Open       | tvrdý     | semifinále    | Nadal   | 6–7(5–7), 6–2, 7–6(7–5), 6–4           | 3:42 | 4/5  | 9–18  |
| 28.                                                               | 2012 | Indian Wells          | tvrdý     | semifinále    | Federer | 6–3, 6–4                               | 1:31 | 2/3  | 10–18 |
| 29.                                                               | 2013 | Indian Wells          | tvrdý     | čtvrtfinále   | Nadal   | 6–4, 6–2                               | 1:24 | 2/3  | 10–19 |
| 30.                                                               | 2013 | Řím                   | antuka    | finále        | Nadal   | 6–1, 6–3                               | 1:08 | 2/3  | 10–20 |
| 31.                                                               | 2013 | Cincinnati            | tvrdý     | čtvrtfinále   | Nadal   | 5–7, 6–4, 6–3                          | 2:14 | 3/3  | 10–21 |
| 32.                                                               | 2013 | ATP World Tour Finals | tvrdý (h) | semifinále    | Nadal   | 7–5, 6–3                               | 1:19 | 2/3  | 10–22 |
| 33.                                                               | 2014 | Australian Open       | tvrdý     | semifinále    | Nadal   | 7–6(7–4), 6–3, 6–3                     | 2:24 | 3/5  | 10–23 |
| 34.                                                               | 2015 | Basilej               | tvrdý (h) | finále        | Federer | 6–3, 5–7, 6–3                          | 2:03 | 3/3  | 11–23 |
| 35.                                                               | 2017 | Australian Open       | tvrdý     | finále        | Federer | 6–4, 3–6, 6–1, 3–6, 6–3                | 3.37 | 5/5  | 12–23 |
| 36.                                                               | 2017 | Indian Wells          | tvrdý     | osmifinále    | Federer | 6–2, 6–3                               | 1.08 | 2/3  | 13–23 |
| 37.                                                               | 2017 | Miami                 | tvrdý     | finále        | Federer | 6–3, 6–4                               | 1.34 | 2/3  | 14–23 |
| 38.                                                               | 2017 | Šanghaj               | tvrdý     | finále        | Federer | 6–4, 6–3                               | 1.12 | 2/3  | 15–23 |
| 39.                                                               | 2019 | Roland Garros         | antuka    | semifinále    | Nadal   | 6–3, 6–4, 6–2                          | 2:25 | 3/5  | 15–24 |
| 40.                                                               | 2019 | Wimbledon             | tráva     | semifinále    | Federer | 7–6(7–3), 1–6, 6–3, 6–4                | 3:02 | 4/5  | 16–24 |
| čas – hod:min; sety – odehrané/všechny možné; F–N – Federer–Nadal |      |                       |           |               |         |                                        |      |      |       |

#### Rekordy
- jediná dvojice, jejíž členové nastoupili proti sobě k devíti finále Grand Slamu,
- jediná dvojice v otevřené éře, jejíž členové nastoupili proti sobě ke čtyřem finále jediného Grand Slamu,
- jediná dvojice v otevřené éře, jejíž členové nastoupili proti sobě ke čtyřem pětisetovým finále Grand Slamu (Wimbledon 2007 a 2008, Australian Open 2009 a 2017).

### Čtyřhra

#### Soupeři: Federer–Nadal (1–2)
| č. | rok  | místo konání         | povrch | fáze       | vítězové         | výsledek      | poražení         | Federer | Nadal |
| -- | ---- | -------------------- | ------ | ---------- | ---------------- | ------------- | ---------------- | ------- | ----- |
| 1. | 2004 | Indian Wells Masters | tvrdý  | osmifinále | Nadal/Robredo    | 5–7, 6–4, 6–3 | Federer/Allegro  | 0       | 1     |
| 2. | 2007 | Rome Masters         | antuka | 32 v kole  | Nadal/Moyà       | 6–4, 7–6(7–5) | Federer/Wawrinka | 0       | 2     |
| 3. | 2011 | Indian Wells Masters | tvrdý  | semifinále | Federer/Wawrinka | 7–5, 6–3      | Nadal/M. López   | 1       | 2     |

#### Spoluhráči: 2 (1–1)
| č. | rok  | turnaj    | povrch    | fáze   | vítězové      | výsledek              | poražení      | výhry | prohry |
| -- | ---- | --------- | --------- | ------ | ------------- | --------------------- | ------------- | ----- | ------ |
| 1. | 2017 | Laver Cup | tvrdý (h) | 2. den | Federer/Nadal | 6–4, 1–6, [10–5]      | Querrey/Sock  | 1     | 0      |
| 2. | 2022 | Laver Cup | tvrdý (h) | 1. den | Sock/Tiafoe   | 4–6, 7–6(7–2), [11–9] | Federer/Nadal | 1     | 1      |

Vysvětlivky
1. ↑  Čtyřhrou na londýnském Laver Cupu 2022 ukončil Federer 23. září 2022 24letou kariéru. V supertiebreaku přitom s Nadalem nevyužili mečbol a zápas prohráli.[77]

## Exhibice
V jihokorejské metropoli Soulu nastoupili 21. listopadu 2006 Federer a Nadal k exhibici na dvorci s tvrdým povrchem. Švýcar vyhrál po setech 6–3, 3–6 a 6–3.
Dominance páru nad světovým tenisem vedla k myšlence odehrát exhibici „Bitva povrchů“ na dvorci z poloviny pokrytého antukou a z druhé části trávou. Utkání proběhlo 2. května 2007 na Mallorce, Nadalově rodném ostrově. Španěl zvítězil až v tiebreaku rozhodující sady nejtěsnějším poměrem míčů 12:10 a celkovou bilancí setů 7–5, 4–6, 7–6.
První část charitativního dvojzápasu dvojice proběhla v Curychu 21. prosince 2010 pod názvem „Utkání pro Afriku“. Švýcar zvítězil 4–6, 6–3, 6–3 a výtěžek rozdělila nadace Roger Federer Foundation. Následujícího dne, 22. prosince, se konal druhý díl v madridské hale pojmenovaný „Spojme síly ve prospěch dětí“. V něm triumfoval Španěl po setech 7–6, 4–6 a 6–1. Zisk pak směřoval skrze Fundación Rafa Nadal na dobročinné účely.
Do nové sezóny 2011, na Nový rok 1 ledna, nastoupil pár do finále exhibice Mubadala World Tennis Championship, konané vyřazovacím systémem na tvrdém povrchu arabského Abú Zabí. Federer si postup do boje o titul zajistil předchozím vítězstvím nad Švédem Robinem Söderlingem a Nadal zdolal Čecha Tomáše Berdycha. Španělský tenista pak finále zvládl výhrou ve dvou zkrácených hrách 7–6 a 7–6.
V aréně Matthew Knight oregonského města Eugene se dvojice střetla v jediném setu. Charitativní střetnutí se odehrálo 8. března 2011 a mallorský rodák svého rivala opět přehrál poměrem 7–5.
Oba se poté potkali na prosincové exhibici dalšího ročníku Mubadala World Tennis Championship, kde v utkání o třetí místo triumfoval Nadal 6–1 a 7–5.

### Dvouhra: 7 (2–5)
| č.                  | datum              | místo konání                 | povrch       | vítěz   | výsledek             | F–N |
| ------------------- | ------------------ | ---------------------------- | ------------ | ------- | -------------------- | --- |
| 1.                  | 21. listopadu 2006 | Soul, Jižní Korea            | tvrdý (h)    | Federer | 6–3, 3–6, 6–3        | 1–0 |
| 2.                  | 2. května 2007     | Palma de Mallorca, Španělsko | antuka/tráva | Nadal   | 7–5, 4–6, 7–6(12–10) | 1–1 |
| 3.                  | 21. prosince 2010  | Curych, Švýcarsko            | tvrdý (h)    | Federer | 4–6, 6–3, 6–3        | 2–1 |
| 4.                  | 22. prosince 2010  | Madrid, Španělsko            | tvrdý (h)    | Nadal   | 7–6, 4–6, 6–1        | 2–2 |
| 5.                  | 1. ledna 2011      | Abú Zabí, SAE                | tvrdý        | Nadal   | 7–6, 7–6             | 2–3 |
| 6.                  | 8. března 2011     | Eugene, Spojené státy        | tvrdý        | Nadal   | 7–5                  | 2–4 |
| 7.                  | 31. prosince 2011  | Abú Zabí, SAE                | tvrdý        | Nadal   | 6–1, 7–5             | 2–5 |
| F–N – Federer–Nadal |                    |                              |              |         |                      |     |

## Chronologické srovnání dvojice na Grand Slamu

### Podle kalendářního roku

#### 1999–2004
| Tenista       | 1999 | 1999 | 1999 | 1999 | 2000 | 2000 | 2000 | 2000 | 2001 | 2001 | 2001 | 2001 | 2002 | 2002 | 2002 | 2002 | 2003 | 2003 | 2003 | 2003 | 2004 | 2004 | 2004 | 2004 |
| ------------- | ---- | ---- | ---- | ---- | ---- | ---- | ---- | ---- | ---- | ---- | ---- | ---- | ---- | ---- | ---- | ---- | ---- | ---- | ---- | ---- | ---- | ---- | ---- | ---- |
| Tenista       | AUS  | FRA  | WIM  | USA  | AUS  | FRA  | WIM  | USA  | AUS  | FRA  | WIM  | USA  | AUS  | FRA  | WIM  | USA  | AUS  | FRA  | WIM  | USA  | AUS  | FRA  | WIM  | USA  |
| Roger Federer | LQ   | 1R   | 1R   | LQ   | 3R   | 4R   | 1R   | 3R   | 3R   | QF   | QF   | 4R   | 4R   | 1R   | 1R   | 4R   | 4R   | 1R   | W    | 4R   | W    | 3R   | W    | W    |
| Rafael Nadal  |      |      |      |      |      |      |      |      |      |      |      |      |      |      |      |      | A    | A    | 3R   | 2R   | 3R   | A    | A    | 3R   |

#### 2005–2010
| Tenista       | 2005 | 2005 | 2005 | 2005 | 2006 | 2006 | 2006 | 2006 | 2007 | 2007 | 2007 | 2007 | 2008 | 2008 | 2008 | 2008 | 2009 | 2009 | 2009 | 2009 | 2010 | 2010 | 2010 | 2010 |
| ------------- | ---- | ---- | ---- | ---- | ---- | ---- | ---- | ---- | ---- | ---- | ---- | ---- | ---- | ---- | ---- | ---- | ---- | ---- | ---- | ---- | ---- | ---- | ---- | ---- |
| Tenista       | AUS  | FRA  | WIM  | USA  | AUS  | FRA  | WIM  | USA  | AUS  | FRA  | WIM  | USA  | AUS  | FRA  | WIM  | USA  | AUS  | FRA  | WIM  | USA  | AUS  | FRA  | WIM  | USA  |
| Roger Federer | SF   | SF   | W    | W    | W    | F    | W    | W    | W    | F    | W    | W    | SF   | F    | F    | W    | F    | W    | W    | F    | W    | QF   | QF   | SF   |
| Rafael Nadal  | 4R   | W    | 2R   | 3R   | A    | W    | F    | QF   | QF   | W    | F    | 4R   | SF   | W    | W    | SF   | W    | 4R   | A    | SF   | QF   | W    | W    | W    |

#### 2011–2016
| Tenista       | 2011 | 2011 | 2011 | 2011 | 2012 | 2012 | 2012 | 2012 | 2013 | 2013 | 2013 | 2013 | 2014 | 2014 | 2014 | 2014 | 2015 | 2015 | 2015 | 2015 | 2016 | 2016 | 2016 | 2016 |
| ------------- | ---- | ---- | ---- | ---- | ---- | ---- | ---- | ---- | ---- | ---- | ---- | ---- | ---- | ---- | ---- | ---- | ---- | ---- | ---- | ---- | ---- | ---- | ---- | ---- |
| Tenista       | AUS  | FRA  | WIM  | USA  | AUS  | FRA  | WIM  | USA  | AUS  | FRA  | WIM  | USA  | AUS  | FRA  | WIM  | USA  | AUS  | FRA  | WIM  | USA  | AUS  | FRA  | WIM  | USA  |
| Roger Federer | SF   | F    | QF   | SF   | SF   | SF   | W    | QF   | SF   | QF   | 2R   | 4R   | SF   | 4R   | F    | SF   | 3R   | QF   | F    | F    | SF   | A    | SF   | A    |
| Rafael Nadal  | QF   | W    | F    | F    | F    | W    | 2R   | A    | A    | W    | 1R   | W    | F    | W    | 4R   | A    | QF   | QF   | 2R   | 3R   | 1R   | 3R   | A    | 4R   |

#### 2017–2022
| Tenista       | 2017 | 2017 | 2017 | 2017 | 2018 | 2018 | 2018 | 2018 | 2019 | 2019 | 2019 | 2019 | 2020 | 2020 | 2020 | 2020 | 2021 | 2021 | 2021 | 2021 | 2022 | 2022 | 2022 | 2022 |
| ------------- | ---- | ---- | ---- | ---- | ---- | ---- | ---- | ---- | ---- | ---- | ---- | ---- | ---- | ---- | ---- | ---- | ---- | ---- | ---- | ---- | ---- | ---- | ---- | ---- |
| Tenista       | AUS  | FRA  | WIM  | USA  | AUS  | FRA  | WIM  | USA  | AUS  | FRA  | WIM  | USA  | AUS  | WIM  | USA  | FRA  | AUS  | FRA  | WIM  | USA  | AUS  | FRA  | WIM  | USA  |
| Roger Federer | W    | A    | W    | QF   | W    | A    | QF   | 4R   | 4R   | SF   | F    | QF   | SF   | NH   | A    | A    | A    | 4R   | QF   | A    | A    | A    | A    | A    |
| Rafael Nadal  | F    | W    | 4R   | W    | QF   | W    | SF   | SF   | F    | W    | SF   | W    | QF   | NH   | A    | W    | QF   | SF   | A    | A    | W    | W    | SF   | 4R   |

#### 2023–2028
| Tenista       | 2023             | 2023             | 2023             | 2023             | 2024             | 2024             | 2024             | 2024             | 2025             | 2025             | 2025             | 2025             | 2026             | 2026             | 2026             | 2026             | 2027             | 2027             | 2027             | 2027             | 2028             | 2028             | 2028             | 2028             |
| ------------- | ---------------- | ---------------- | ---------------- | ---------------- | ---------------- | ---------------- | ---------------- | ---------------- | ---------------- | ---------------- | ---------------- | ---------------- | ---------------- | ---------------- | ---------------- | ---------------- | ---------------- | ---------------- | ---------------- | ---------------- | ---------------- | ---------------- | ---------------- | ---------------- |
| Tenista       | AUS              | FRA              | WIM              | USA              | AUS              | FRA              | WIM              | USA              | AUS              | FRA              | WIM              | USA              | AUS              | FRA              | WIM              | USA              | AUS              | FRA              | WIM              | USA              | AUS              | FRA              | WIM              | USA              |
| Roger Federer | ukončení kariéry | ukončení kariéry | ukončení kariéry | ukončení kariéry | ukončení kariéry | ukončení kariéry | ukončení kariéry | ukončení kariéry | ukončení kariéry | ukončení kariéry | ukončení kariéry | ukončení kariéry | ukončení kariéry | ukončení kariéry | ukončení kariéry | ukončení kariéry | ukončení kariéry | ukončení kariéry | ukončení kariéry | ukončení kariéry | ukončení kariéry | ukončení kariéry | ukončení kariéry | ukončení kariéry |
| Rafael Nadal  | 2R               | A                | A                | A                | A                |                  |                  |                  |                  |                  |                  |                  |                  |                  |                  |                  |                  |                  |                  |                  |                  |                  |                  |                  |

### Podle věku (na konci sezóny)

#### 17–21 let
| Tenista       | 17 let | 17 let | 17 let | 17 let | 18 let | 18 let | 18 let | 18 let | 19 let | 19 let | 19 let | 19 let | 20 let | 20 let | 20 let | 20 let | 21 let | 21 let | 21 let | 21 let |
| ------------- | ------ | ------ | ------ | ------ | ------ | ------ | ------ | ------ | ------ | ------ | ------ | ------ | ------ | ------ | ------ | ------ | ------ | ------ | ------ | ------ |
| Tenista       | AUS    | FRA    | WIM    | USA    | AUS    | FRA    | WIM    | USA    | AUS    | FRA    | WIM    | USA    | AUS    | FRA    | WIM    | USA    | AUS    | FRA    | WIM    | USA    |
| Roger Federer | A      | A      | A      | A      | Q1     | 1R     | 1R     | Q2     | 3R     | 4R     | 1R     | 3R     | 3R     | QF     | QF     | 4R     | 4R     | 1R     | 1R     | 4R     |
| Rafael Nadal  | A      | A      | 3R     | 2R     | 3R     | A      | A      | 2R     | 4R     | W      | 2R     | 3R     | A      | W      | F      | QF     | QF     | W      | F      | 4R     |

#### 22–26 let
| Tenista       | 22 let | 22 let | 22 let | 22 let | 23 let | 23 let | 23 let | 23 let | 24 let | 24 let | 24 let | 24 let | 25 let | 25 let | 25 let | 25 let | 26 let | 26 let | 26 let | 26 let |
| ------------- | ------ | ------ | ------ | ------ | ------ | ------ | ------ | ------ | ------ | ------ | ------ | ------ | ------ | ------ | ------ | ------ | ------ | ------ | ------ | ------ |
| Tenista       | AUS    | FRA    | WIM    | USA    | AUS    | FRA    | WIM    | USA    | AUS    | FRA    | WIM    | USA    | AUS    | FRA    | WIM    | USA    | AUS    | FRA    | WIM    | USA    |
| Roger Federer | 4R     | 1R     | W      | 4R     | W      | 3R     | W      | W      | SF     | SF     | W      | W      | W      | F      | W      | W      | W      | F      | W      | W      |
| Rafael Nadal  | SF     | W      | W      | SF     | W      | 4R     | A      | SF     | QF     | W      | W      | W      | QF     | W      | F      | F      | F      | W      | 2R     | A      |

#### 27–31 let
| Tenista       | 27 let | 27 let | 27 let | 27 let | 28 let | 28 let | 28 let | 28 let | 29 let | 29 let | 29 let | 29 let | 30 let | 30 let | 30 let | 30 let | 31 let | 31 let | 31 let | 31 let |
| ------------- | ------ | ------ | ------ | ------ | ------ | ------ | ------ | ------ | ------ | ------ | ------ | ------ | ------ | ------ | ------ | ------ | ------ | ------ | ------ | ------ |
| Tenista       | AUS    | FRA    | WIM    | USA    | AUS    | FRA    | WIM    | USA    | AUS    | FRA    | WIM    | USA    | AUS    | FRA    | WIM    | USA    | AUS    | FRA    | WIM    | USA    |
| Roger Federer | SF     | F      | F      | W      | F      | W      | W      | F      | W      | QF     | QF     | SF     | SF     | F      | QF     | SF     | SF     | SF     | W      | QF     |
| Rafael Nadal  | A      | W      | 1R     | W      | F      | W      | 4R     | A      | QF     | QF     | 2R     | 3R     | 1R     | 3R     | A      | 4R     | F      | W      | 4R     | W      |

#### 32–36 let
| Tenista       | 32 let | 32 let | 32 let | 32 let | 33 let | 33 let | 33 let | 33 let | 34 let | 34 let | 34 let | 34 let | 35 let | 35 let | 35 let | 35 let | 36 let | 36 let | 36 let | 36 let |
| ------------- | ------ | ------ | ------ | ------ | ------ | ------ | ------ | ------ | ------ | ------ | ------ | ------ | ------ | ------ | ------ | ------ | ------ | ------ | ------ | ------ |
| Tenista       | AUS    | FRA    | WIM    | USA    | AUS    | FRA    | WIM    | USA    | AUS    | FRA    | WIM    | USA    | AUS    | FRA    | WIM    | USA    | AUS    | FRA    | WIM    | USA    |
| Roger Federer | SF     | QF     | 2R     | 4R     | SF     | 4R     | F      | SF     | 3R     | QF     | F      | F      | SF     | A      | SF     | A      | W      | A      | W      | QF     |
| Rafael Nadal  | QF     | W      | SF     | SF     | F      | W      | SF     | W      | QF     | W      | NH     | A      | QF     | SF     | A      | A      | W      | W      | SF     | 4R     |

#### 37–41 let
| Tenista       | 37 let | 37 let | 37 let | 37 let | 38 let | 38 let | 38 let | 38 let | 39 let | 39 let | 39 let | 39 let | 40 let | 40 let | 40 let | 40 let | 41 let | 41 let | 41 let | 41 let |
| ------------- | ------ | ------ | ------ | ------ | ------ | ------ | ------ | ------ | ------ | ------ | ------ | ------ | ------ | ------ | ------ | ------ | ------ | ------ | ------ | ------ |
| Tenista       | AUS    | FRA    | WIM    | USA    | AUS    | FRA    | WIM    | USA    | AUS    | FRA    | WIM    | USA    | AUS    | FRA    | WIM    | USA    | AUS    | FRA    | WIM    | USA    |
| Roger Federer | W      | A      | QF     | 4R     | 4R     | SF     | F      | QF     | SF     | A      | NH     | A      | A      | 4R     | QF     | A      | A      | A      | A      | A      |
| Rafael Nadal  | 2R     | A      | A      | A      | A      |        |        |        |        |        |        |        |        |        |        |        |        |        |        |        |

| Legenda | Legenda                     | Legenda                 | Legenda                     |
| ------- | --------------------------- | ----------------------- | --------------------------- |
| tučně   | tučně                       | pár se na turnaji utkal | pár se na turnaji utkal     |
| A       | turnaje se hráč nezúčastnil | NH                      | turnaje se nekonal          |
| Q1/2    | prohra v kole kvalifikace   | R                       | prohra v daném kole turnaje |
| QF      | prohra ve čtvrtfinále       | SF                      | prohra v semifinále         |
| F       | prohra ve finále            | Vítěz                   | vítězství v turnaji         |

## Vývoj kariéry dvojice
Federer (nar. 8. srpna 1981) je téměř o čtyři roky a deset měsíců starší než Nadal (nar. 3. června 1986). Tabulka uvádí srovnání vývoje tenisových kariér obou členů dvojice. V každém svislém sloupci je dosažný věk tenisty v konkrétní sezóně a kumulovaný zisk titulů a výher (vítězných zápasů) do konce dané sezóny. Počátek je v 18 letech stáří obou hráčů, čemuž odpovídá rok sezóny, v němž tohoto věku každý z dvojice dosáhl.
Například Federer sezónu 2004 zakončil ve věku 23 let. Do té doby vyhrál celkově 4 Grand Slamy, 61 grandslamových utkání a na okruhu ATP získal celkem 22 titulů. Sezónu zakončil na 1. místě žebříčku a na jeho čele v celé kariéře figuroval 48 týdnů. Ve srovnání s tím, Nadal ve 23 letech zakončil sezónu 2009. Do té doby zvítězil celkem na 6 Grand Slamech a vyhrál 36 titulů. Danou sezónu 2009 zakončil na 2. místě a v celé kariéře byl 46 týdnů světovou jedničkou.
| Věk (na konci sezóny)           | Věk (na konci sezóny) | 18   | 19   | 20   | 21   | 22   | 23   | 24   | 25   | 26   | 27   | 28   | 29   | 30   | 31   | 32   | 33   | 34   | 35   | 36   | 37   | 38     | 39   | 40   | 41    |
| Federerovy sezóny               | Federerovy sezóny     | 1999 | 2000 | 2001 | 2002 | 2003 | 2004 | 2005 | 2006 | 2007 | 2008 | 2009 | 2010 | 2011 | 2012 | 2013 | 2014 | 2015 | 2016 | 2017 | 2018 | 2019   | 2020 | 2021 | 2022  |
| Nadalovy sezóny                 | Nadalovy sezóny       | 2004 | 2005 | 2006 | 2007 | 2008 | 2009 | 2010 | 2011 | 2012 | 2013 | 2014 | 2015 | 2016 | 2017 | 2018 | 2019 | 2020 | 2021 | 2022 | 2023 | 2024   | 2025 | 2026 | 2027  |
| ------------------------------- | --------------------- | ---- | ---- | ---- | ---- | ---- | ---- | ---- | ---- | ---- | ---- | ---- | ---- | ---- | ---- | ---- | ---- | ---- | ---- | ---- | ---- | ------ | ---- | ---- | ----- |
| tituly na Grand Slamu           | Federer               | 0    | 0    | 0    | 0    | 1    | 4    | 6    | 9    | 12   | 13   | 15   | 16   | 16   | 17   | 17   | 17   | 17   | 17   | 19   | 20   | 20     | 20   | 20   | 20    |
| tituly na Grand Slamu           | Nadal                 | 0    | 1    | 2    | 3    | 5    | 6    | 9    | 10   | 11   | 13   | 14   | 14   | 14   | 16   | 17   | 19   | 20   | 20   | 22   | 22   | (22)   |      |      |       |
| výhry* na Grand Slamu           | Federer               | 0    | 7    | 20   | 26   | 39   | 61   | 85   | 112  | 138  | 162  | 188  | 208  | 228  | 247  | 260  | 279  | 297  | 307  | 325  | 339  | 357    | 362  | 369  | 369   |
| výhry* na Grand Slamu           | Nadal                 | 6    | 19   | 36   | 56   | 80   | 95   | 120  | 143  | 157  | 171  | 187  | 198  | 203  | 226  | 247  | 271  | 282  | 291  | 313  | 314  | (314)  |      |      |       |
| tituly celkově                  | Federer               | 0    | 0    | 1    | 4    | 11   | 22   | 33   | 45   | 53   | 57   | 61   | 66   | 70   | 76   | 77   | 82   | 88   | 88   | 95   | 99   | 103    | 103  | 103  | (103) |
| tituly celkově                  | Nadal                 | 1    | 12   | 17   | 23   | 31   | 36   | 43   | 46   | 50   | 60   | 64   | 67   | 69   | 75   | 80   | 84   | 86   | 88   | 92   | 92   | (92)   |      |      |       |
| výhry* celkově                  | Federer               | 15   | 51   | 100  | 158  | 236  | 310  | 391  | 483  | 551  | 617  | 678  | 743  | 807  | 878  | 923  | 996  | 1059 | 1080 | 1134 | 1184 | 1237   | 1242 | 1251 | 1251  |
| výhry* celkově                  | Nadal                 | 45   | 124  | 183  | 253  | 335  | 401  | 472  | 541  | 583  | 658  | 706  | 767  | 806  | 873  | 919  | 977  | 1004 | 1028 | 1066 | 1067 | (1067) |      |      |       |
| konečný žebříček                | Federer               | 64.  | 29.  | 13.  | 6.   | 2.   | 1.   | 1.   | 1.   | 1.   | 2.   | 1.   | 2.   | 3.   | 2.   | 6.   | 2.   | 3.   | 16.  | 2.   | 3.   | 3.     | 5.   | 16.  | —     |
| konečný žebříček                | Nadal                 | 51.  | 2.   | 2.   | 2.   | 1.   | 2.   | 1.   | 2.   | 4.   | 1.   | 3.   | 5.   | 9.   | 1.   | 2.   | 1.   | 2.   | 6.   | 2.   | 670. | (654.) |      |      |       |
| týdnů světovou jedničkou        | Federer               | 0    | 0    | 0    | 0    | 0    | 48   | 100  | 152  | 204  | 237  | 262  | 285  | 285  | 302  | 302  | 302  | 302  | 302  | 302  | 310  | 310    | 310  | 310  | 310   |
| týdnů světovou jedničkou        | Nadal                 | 0    | 0    | 0    | 0    | 19   | 46   | 76   | 102  | 102  | 115  | 141  | 141  | 141  | 160  | 196  | 205  | 209  | 209  | 209  | 209  | (209)  |      |      |       |
| * – výhra znamená vítězný zápas |                       |      |      |      |      |      |      |      |      |      |      |      |      |      |      |      |      |      |      |      |      |        |      |      |       |

### Vývoj počtu titulů k odehraným turnajům
Tabulka u obou hráčů uvádí, kolik turnajů do zisku konkrétního titulu (horní vodorovná osa) musel hráč v dané úrovni tenisu odehrát, než získal první, druhou, třetí… turnajovou trofej.
Například Federer získal první grandslamový titul na 17. pokus, když předtím vypadl na 16 Grand Slamech a Nadal při 6. startu, když předtím odehrál 5 Grand Slamů.
| ↓ úroveň tenisu ↓ | pořadí titulů → | 1. | 2. | 3. | 4. | 5. | 6. | 7. | 8. | 9. | 10. | 11. | 12. | 13. | 14. | 15. | 16. | 17. | 18. | 19. | 20. | 21. | 22. | 23. | 24. | 25. | 26. | 27. | 28. | 29. | 30. | 31. | 32. | 33. | 34. | 35. | 36. | 37. |
| ----------------- | --------------- | -- | -- | -- | -- | -- | -- | -- | -- | -- | --- | --- | --- | --- | --- | --- | --- | --- | --- | --- | --- | --- | --- | --- | --- | --- | --- | --- | --- | --- | --- | --- | --- | --- | --- | --- | --- | --- |
| Grand Slam        | Federer         | 17 | 19 | 21 | 22 | 25 | 26 | 27 | 29 | 30 | 31  | 33  | 34  | 38  | 40  | 41  | 43  | 53  | 69  | 70  | 72  |     |     |     |     |     |     |     |     |     |     |     |     |     |     |     |     |     |
| Grand Slam        | Nadal           | 6  | 9  | 13 | 17 | 18 | 20 | 24 | 25 | 26 | 28  | 32  | 34  | 36  | 38  | 48  | 50  | 52  | 56  | 58  | 60  | 63  |     |     |     |     |     |     |     |     |     |     |     |     |     |     |     |     |
| ATP Masters 1000  | Federer         | 22 | 35 | 38 | 39 | 41 | 42 | 44 | 45 | 46 | 47  | 50  | 52  | 57  | 59  | 75  | 77  | 84  | 94  | 95  | 97  | 99  | 112 | 113 | 118 | 124 | 125 | 127 | 134 |     |     |     |     |     |     |     |     |     |
| ATP Masters 1000  | Nadal           | 10 | 11 | 12 | 14 | 17 | 18 | 22 | 24 | 25 | 33  | 35  | 36  | 40  | 42  | 43  | 51  | 52  | 53  | 59  | 67  | 69  | 70  | 72  | 73  | 74  | 75  | 81  | 95  | 102 | 103 | 109 | 111 | 112 | 116 | 117 | 123 |     |
| Turnaj mistrů     | Federer         | 2  | 3  | 5  | 6  | 9  | 10 |    |    |    |     |     |     |     |     |     |     |     |     |     |     |     |     |     |     |     |     |     |     |     |     |     |     |     |     |     |     |     |
| Turnaj mistrů     | Nadal           |    |    |    |    |    |    |    |    |    |     |     |     |     |     |     |     |     |     |     |     |     |     |     |     |     |     |     |     |     |     |     |     |     |     |     |     |     |
| olympijské hry    | Federer         |    |    |    |    |    |    |    |    |    |     |     |     |     |     |     |     |     |     |     |     |     |     |     |     |     |     |     |     |     |     |     |     |     |     |     |     |     |
| olympijské hry    | Nadal           | 1  |    |    |    |    |    |    |    |    |     |     |     |     |     |     |     |     |     |     |     |     |     |     |     |     |     |     |     |     |     |     |     |     |     |     |     |     |
| ATP Tour 500      | Federer         | 12 | 14 | 15 | 17 | 18 | 19 | 21 | 22 | 25 | 27  | 28  | 29  | 35  | 36  | 37  | 38  | 39  | 42  | 43  | 44  | 46  | 47  | 48  | 49  |     |     |     |     |     |     |     |     |     |     |     |     |     |
| ATP Tour 500      | Nadal           | 5  | 6  | 7  | 8  | 9  | 11 | 12 | 15 | 17 | 19  | 20  | 22  | 23  | 24  | 26  | 33  | 37  | 40  | 41  | 42  | 45  | 46  | 48  |     |     |     |     |     |     |     |     |     |     |     |     |     |     |
| ATP Tour 250      | Federer         | 23 | 30 | 40 | 41 | 42 | 45 | 46 | 47 | 48 | 49  | 50  | 51  | 52  | 53  | 54  | 55  | 56  | 57  | 62  | 63  | 66  | 69  | 70  | 71  | 75  |     |     |     |     |     |     |     |     |     |     |     |     |
| ATP Tour 250      | Nadal           | 11 | 18 | 21 | 22 | 30 | 40 | 41 | 44 | 45 | 49  |     |     |     |     |     |     |     |     |     |     |     |     |     |     |     |     |     |     |     |     |     |     |     |     |     |     |     |

### Vítězové Grand Slamu
| Rok  | Australian Open | French Open         | Wimbledon      | US Open               |
| ---- | --------------- | ------------------- | -------------- | --------------------- |
| 2003 | Andre Agassi    | Juan Carlos Ferrero | Roger Federer  | Andy Roddick          |
| 2004 | Roger Federer   | Gastón Gaudio       | Roger Federer  | Roger Federer         |
| 2005 | Marat Safin     | Rafael Nadal        | Roger Federer  | Roger Federer         |
| 2006 | Roger Federer   | Rafael Nadal        | Roger Federer  | Roger Federer         |
| 2007 | Roger Federer   | Rafael Nadal        | Roger Federer  | Roger Federer         |
| 2008 | Novak Djoković  | Rafael Nadal        | Rafael Nadal   | Roger Federer         |
| 2009 | Rafael Nadal    | Roger Federer       | Roger Federer  | Juan Martín del Potro |
| 2010 | Roger Federer   | Rafael Nadal        | Rafael Nadal   | Rafael Nadal          |
| 2011 | Novak Djoković  | Rafael Nadal        | Novak Djoković | Novak Djoković        |
| 2012 | Novak Djoković  | Rafael Nadal        | Roger Federer  | Andy Murray           |
| 2013 | Novak Djoković  | Rafael Nadal        | Andy Murray    | Rafael Nadal          |
| 2014 | Stan Wawrinka   | Rafael Nadal        | Novak Djoković | Marin Čilić           |
| 2015 | Novak Djoković  | Stan Wawrinka       | Novak Djoković | Novak Djoković        |
| 2016 | Novak Djoković  | Novak Djoković      | Andy Murray    | Stan Wawrinka         |
| 2017 | Roger Federer   | Rafael Nadal        | Roger Federer  | Rafael Nadal          |
| 2018 | Roger Federer   | Rafael Nadal        | Novak Djoković | Novak Djoković        |
| 2019 | Novak Djoković  | Rafael Nadal        | Novak Djoković | Rafael Nadal          |
| 2020 | Novak Djoković  | Rafael Nadal        | zrušeno        | Dominic Thiem         |
| 2021 | Novak Djoković  | Novak Djoković      | Novak Djoković | Daniil Medveděv       |
| 2022 | Rafael Nadal    | Rafael Nadal        | Novak Djoković | Carlos Alcaraz        |
| 2023 | Novak Djoković  | Novak Djoković      | Carlos Alcaraz | Novak Djoković        |
| 2024 | Jannik Sinner   |                     |                |                       |

### Chronologie výsledků na Grand Slamu a Turnaji mistrů
Tabulka uvádí kombinovanou chronologii výsledků na Grand Slamu a Turnaji mistrů, jako by Nadal i Federer představovali jednoho hráče. Započítán je vždy lepší výsledek člena dvojice.
| Turnaj          | 1999            | 2000            | 2001            | 2002     | 2003     | 2004     | 2005   | 2006   | 2007   | 2008   | 2009   | 2010   | 2011   | 2012   | 2013     | 2014   | 2015 | 2016     | 2017   | 2018   | 2019   | 2020   | 2021 | 2022     | 2023     | 2024 | SR      |
| --------------- | --------------- | --------------- | --------------- | -------- | -------- | -------- | ------ | ------ | ------ | ------ | ------ | ------ | ------ | ------ | -------- | ------ | ---- | -------- | ------ | ------ | ------ | ------ | ---- | -------- | -------- | ---- | ------- |
| Grand Slam      |                 |                 |                 |          |          |          |        |        |        |        |        |        |        |        |          |        |      |          |        |        |        |        |      |          |          |      |         |
| Australian Open | Q1F             | 3. koloF        | 3. koloF        | 4. koloF | 4. koloF | VítězF   | SFF    | VítězF | VítězF | SFFN   | VítězN | VítězF | SFF    | FN     | SFF      | FN     | ČFN  | SFF      | VítězF | VítězF | FN     | SFF    | ČFN  | VítězN   | 2. koloN | A    | 8 / 24  |
| French Open     | 1. koloF        | 4. koloF        | ČFF             | 1. koloF | 1. koloF | 3. koloF | VítězN | VítězN | VítězN | VítězN | VítězF | VítězN | VítězN | VítězN | VítězN   | VítězN | ČFFN | 3. koloN | VítězN | VítězN | VítězN | VítězN | SFN  | VítězN   | A        |      | 15 / 24 |
| Wimbledon       | 1. koloF        | 1. koloF        | ČFF             | 1. koloF | VítězF   | VítězF   | VítězF | VítězF | VítězF | VítězN | VítězF | VítězN | FN     | VítězF | 2. koloF | F      | F    | SFF      | VítězF | SFN    | F      | NH     | QFF  | SFN      | A        |      | 10 / 23 |
| US Open         | Q2F             | 3. koloF        | 4. koloF        | 4. koloF | 4. koloF | VítězF   | VítězF | VítězF | VítězF | VítězF | F      | VítězN | FN     | ČFF    | VítězN   | SFF    | F    | 4. koloN | VítězN | SFN    | VítězN | A      | A    | 4. koloN | A        |      | 9 / 21  |
| Turnaj mistrů   |                 |                 |                 |          |          |          |        |        |        |        |        |        |        |        |          |        |      |          |        |        |        |        |      |          |          |      |         |
| ATP Finals      | nekvalifikováni | nekvalifikováni | nekvalifikováni | SFF      | VítězF   | VítězF   | F      | VítězF | VítězF | ZSF    | SFF    | VítězF | VítězF | F      | FN       | F      | F    | A        | SFF    | SFF    | SFF    | SFN    | DNQ  | ZSN      | A        |      | 6 / 19  |

| Legenda | Legenda                                               | Legenda    | Legenda                     |
| ------- | ----------------------------------------------------- | ---------- | --------------------------- |
| SR      | tituly / odehrané turnaje                             | A          | turnaje se hráč nezúčastnil |
| Q1–2    | prohra v kole kvalifikace                             | 1.–4. kolo | prohra v daném kole turnaje |
| ČF      | prohra ve čtvrtfinále                                 | SF         | prohra v semifinále         |
| F       | prohra ve finále                                      | Vítěz      | vítězství v turnaji         |
| NH      | turnaj se nekonal                                     | F / N      | výkon Federera / Nadala     |
| DNQ     | nekvalifikován na turnaj                              | ZS         | základní skupina            |
|         | první turnaj po ukončení kariéry Federera v září 2022 |            |                             |

## Éra Federera a Nadala v roli světových jedniček
| hráč               | nástup do čela    | odchod z čela     | týdnů | celkem |
| ------------------ | ----------------- | ----------------- | ----- | ------ |
| Roger Federer      | 2. února 2004     | 17. srpna 2008    | 237   | 237    |
| Rafael Nadal       | 18. srpna 2008    | 5. července 2009  | 46    | 46     |
| Roger Federer (2)  | 6. července 2009  | 6. června 2010    | 48    | 285    |
| Rafael Nadal (2)   | 7. června 2010    | 3. července 2011  | 56    | 102    |
| Novak Djoković     | 4. července 2011  | 8. července 2012  | 53    | 53     |
| Roger Federer (3)  | 9. července 2012  | 4. listopadu 2012 | 17    | 302    |
| Novak Djoković (2) | 5. listopadu 2012 | 6. října 2013     | 48    | 101    |
| Rafael Nadal (3)   | 7. října 2013     | 6. července 2014  | 39    | 141    |
| Novak Djoković (3) | 7. července 2014  | 6. listopadu 2016 | 122   | 223    |
| Andy Murray        | 7. listopadu 2016 | 20. srpna 2017    | 41    | 41     |
| Rafael Nadal (4)   | 21. srpna 2017    | 18. února 2018    | 26    | 167    |
| Roger Federer (4)  | 19. února 2018    | 1. dubna 2018     | 6     | 308    |
| Rafael Nadal (5)   | 2. dubna 2018     | 13. května 2018   | 6     | 173    |
| Roger Federer (5)  | 14. května 2018   | 20. května 2018   | 1     | 309    |
| Rafael Nadal (6)   | 21. května 2018   | 17. června 2018   | 4     | 177    |
| Roger Federer (6)  | 18. června 2018   | 24. června 2018   | 1     | 310    |
| Rafael Nadal (7)   | 25. června 2018   | 4. listopadu 2018 | 19    | 196    |
| Novak Djoković (4) | 5. listopadu 2018 | 3. listopadu 2019 | 52    | 275    |
| Rafael Nadal (8)   | 4. listopadu 2019 | 2. února 2020     | 13    | 209    |